# Grottaferrata
Grottaferrata (IPA: ɡrɔttafer'raːta) è un comune italiano di 20 321 abitanti della città metropolitana di Roma Capitale nel Lazio.
Il comune è conosciuto soprattutto perché ospita l'abbazia di Santa Maria di Grottaferrata, fondata nel 1004 da san Nilo da Rossano e costituita attualmente in abbazia territoriale retta dall'Ordine Basiliano Italiano di Grottaferrata.

## Geografia fisica

### Territorio
Il territorio comunale di Grottaferrata, attualmente decimo comune più vasto dei Castelli Romani con un'estensione di 18.36 km2, è stato soggetto tra i 600.000 ed i 20.000 anni fa circa all'attività vulcanica del Vulcano Laziale. Il suolo è dunque composto in massima parte di materiale vulcanico, ed abbondano minerali caratteristici come il peperino, la pietra sperone del Tuscolo ed il tufo.

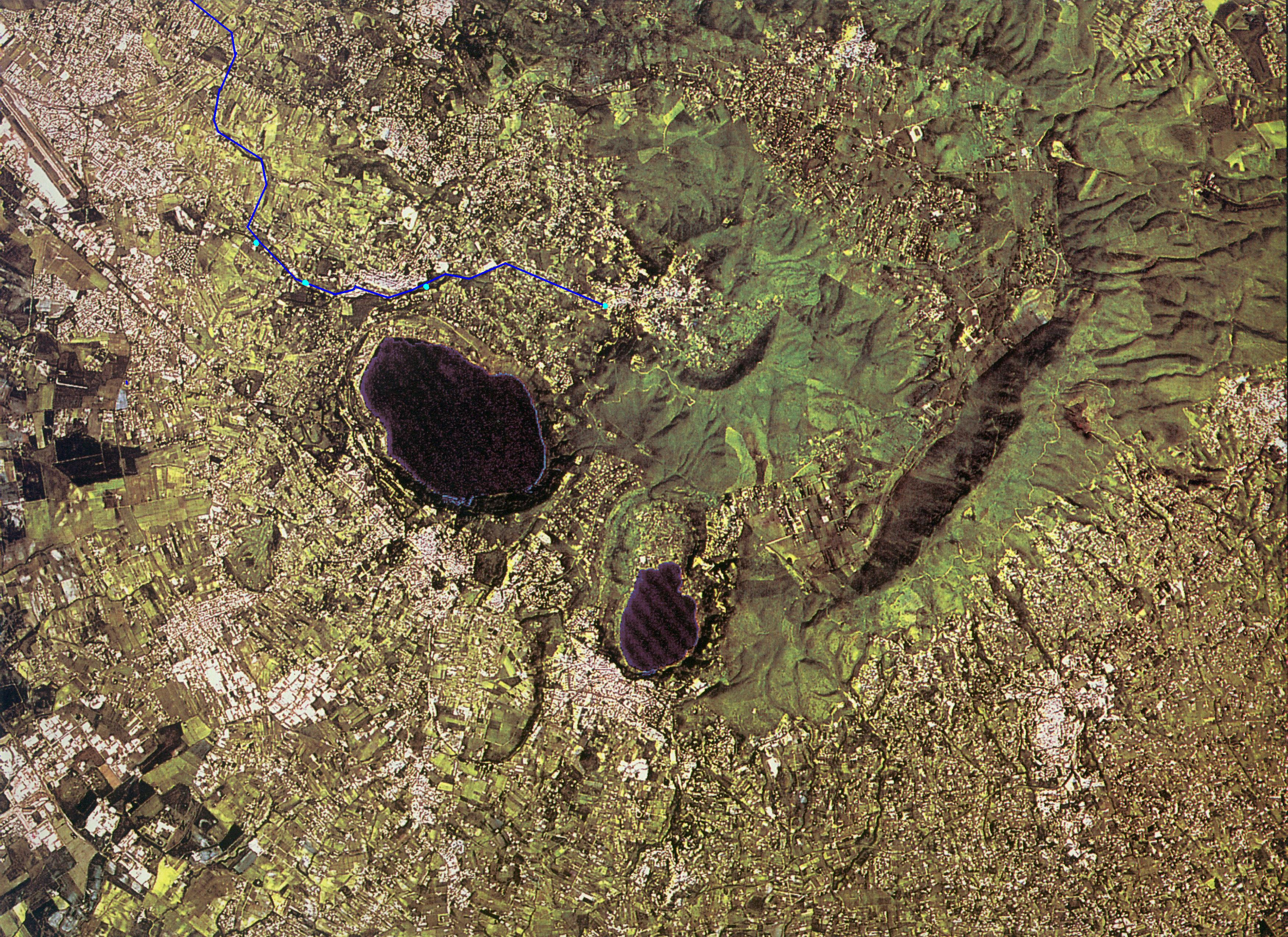
I Colli Albani in una foto satellitare: si notino l'altura di Monte Cavo con il lago Albano ed il lago di Nemi.

Secondo la Carta Geologica d'Italia realizzata a cura del Servizio Geologico d'Italia c'è una grande varietà di materiali nel sottosuolo criptense. L'area del centro abitato e la parte orientale del territorio comunale, ai confini con Rocca di Papa, è classificata come zona ca ("materiali piroclastici incoerenti o poco coerenti: lapilli, scorielle, areniti pirosseniche fino a cineriti, talora con tracce di fluitazione."), mentre tutta la parte occidentale del territorio comunale, digradante verso Ciampino e Roma, risulta classificata come zona v4 ("lapilli fini e ceneri straterellate"). L'altura di Castel de' Paolis, ai confini meridionali con Marino, è classificata come zona v2 ("manifestazioni eruttive finali. Brecce piroclastiche d'esplosione con lapilli, proiettili leucocratici, ultrafemici, pirosseniti biotitiche, più xenoliti di lave leucitiche e del substrato, facies cineritiche superiormente straterellate, in strati e banchi consolidati (peperino) rapidamente assottigliatosi allontanandosi dai centri d'emissione").
Il fondo del vallone scavato dalla marana dell'Acqua Marciana è classificato come zona lp ("lapilli di vario colore distintamente stratificati con intercalazioni cineritiche, zone talora argillificate, ricchi di minerali femici isolati, e abbondante leucite analcimizzata"), mentre i fianchi del medesimo vallone sono zona β4 ("lava in ammassi"), come anche l'altura del Borghetto di Grottaferrata; le ultime alture di Grotte Centroni digradanti verso Morena e tutta l'area dei confini settentrionali verso Frascati sono classificate come zona β5 ("lave in grandi colate, sovrastanti o sottostanti ad lp: lave di Grottaferrata-Centroni."). Valle Marciana è classificata come zona av ("tufiti alluvio-lacustri; [...] arenarie straterellate entro depressioni crateriche con Bos taurus L., Cervus elaphus L. e avifauna (Gyps) a Valle Marciana; prodotti del dilavamento entro valli radiali, provenienti dalle formazioni vulcaniche del Vulcano Laziale"). Infine, l'altura presso Villa Cavalletti è classificata come zona sc1 ("coni e bocche eruttive eccentriche, talvolta soprastanti a lp [...]; saldame lavico, scorie, agglomerati e lapilli stratificati.").
- Classificazione sismica: zona 2 (sismicità medio-alta).[7][8]

#### Idrografia
La località Valle Marciana, una depressione grossomodo circolare situata nella parte meridionale del territorio criptense, era probabilmente un cratere vulcanico di origine monogenica collegato al Vulcano Laziale, divenuto poi un lago vulcanico (come il lago Albano ed il lago di Nemi) in seguito prosciugatosi o prosciugato artificialmente, sull'esempio di altri crateri simili dei Colli Albani (un esempio per tutti, Vallericcia ad Ariccia).
Il territorio di Grottaferrata non è attraversato da corsi d'acqua di grande portata, ma solo da un corso d'acqua a carattere torrentizio che nel suo primo tratto, ovvero dalla sorgente sita in località Molara, prende nome di fosso dei Ladroni (probabilmente, dalla famiglia romana dei Latrones che qui poteva avere delle proprietà) e poi da Squarciarelli assume il nome di marana dell'Acqua Marciana o Mariana e corre fino a Morena, dove si incontra con il fosso della Patatona o marana delle Pietrare, che invece proviene da Rocca di Papa e Marino, per sfociare nel Tevere in prossimità della Magliana.

#### Orografia
Non esistono vere e proprie montagne nel territorio criptense, e la quota più alta viene registrata alla Croce del Tuscolo (670 m s.l.m.), punto più alto dell'omonima dorsale che segna il confine nord-est con Monte Porzio Catone, cui appartiene quasi per intero il sito archeologico di Tusculum: in territorio di Grottaferrata infatti ricadono solo le pendici sud-ovest della storica dorsale. Davanti al Tuscolo, al di là della Valle Latina (440 m s.l.m.), ad una quota più bassa si trovano le alture di Molara (580 m s.l.m.), sede dell'antico castello medioevale, e di Colle dell'Acqua (555 m s.l.m.).
Procedendo verso nord-ovest lungo la strada statale 511 via Anagnina il suolo inizia a declinare verso l'Agro Romano: Colle delle Streghe, al confine meridionale con Rocca di Papa, è a 400 m s.l.m., mentre villa Rasponi, ai confini settentrionali con Frascati, è a 442 m s.l.m.: al chilometro 20 la via Anagnina segna quota 408 m s.l.m.
Le altre località del territorio sono poste a quote variabili: villa Cavalletti si trova su un'altura a 424 m s.l.m., Poggio Tulliano a 418 m s.l.m., Squarciarelli a 363 m s.l.m., villa Bracciano-Montalto-Grazioli a 370 m s.l.m., il Bivio a 334 m s.l.m., il Borghetto di Grottaferrata a 264 m s.l.m., ormai al confine settentrionale con Roma.
Il centro storico si trova mediamente a 330 m s.l.m. (altitudine di corso del Popolo), mentre le "Monache Francesi" sono a 329 m s.l.m. in direzione nord. Le cartiere dismesse, situate nel profondo vallone della marana dell'Acqua Marciana, sono a 287 m s.l.m., mentre il sovrastante Quarto Montedoro è a 341 m s.l.m.: esso delimita a nord-ovest l'antico lago vulcanico prosciugato di Valle Marciana, chiuso a sud dall'altura di Sant'Anna che ospita la sede criptense dell'Istituto Neurotraumatologico Italiano (334 m s.l.m.).
Più a sud-est, ai confini con Marino, Colle Cimino è a 286 m s.l.m. e Castel de' Paolis a 292 m s.l.m., in posizione panoramica sulle prime avvisaglie dell'Agro Romano: Ciampino e Morena. Più a sud, la località San Giuseppe, al chilometro 20 della strada statale 216 via Maremmana III, è a 401 m s.l.m., incuneata tra i comuni di Marino e Rocca di Papa: e l'exclave di Pozzo Carpino, confinante a sud-ovest con Castel Gandolfo, è a 458 m s.l.m.

### Clima
. Grottaferrata si trova sui 350/400 m ed il clima è di tipo mediterraneo. L'estate è calda e asciutta, l'inverno è mite e piovoso con temperature che occasionalmente scendono al di sotto dello zero. Grottaferrata ha 4 gradi in meno di Roma, le precipitazioni sono un po' scarse a causa del fenomeno dello stau che si verifica nell'area dei Colli Albani e che riserva al versante nord precipitazioni meno copiose. Infatti, durante l'anno, cadono mediamente 700–800 mm di pioggia. In inverno nevica molto raramente e solo in caso di freddo intenso generalizzato. Si tratta perlopiù di rovesci di acquaneve temporanei. In estate le temperature possono, seppur molto raramente, raggiungere i 40° gradi in caso di ondate di caldo generalizzato.
| Grottaferrata       | Mesi | Mesi | Mesi | Mesi | Mesi | Mesi | Mesi | Mesi | Mesi | Mesi | Mesi | Mesi | Stagioni | Stagioni | Stagioni | Stagioni | Anno |
| Grottaferrata       | Gen  | Feb  | Mar  | Apr  | Mag  | Giu  | Lug  | Ago  | Set  | Ott  | Nov  | Dic  | Inv      | Pri      | Est      | Aut      | Anno |
| ------------------- | ---- | ---- | ---- | ---- | ---- | ---- | ---- | ---- | ---- | ---- | ---- | ---- | -------- | -------- | -------- | -------- | ---- |
| T. max. media (°C)  | 11,2 | 12,5 | 14,9 | 18,1 | 22,5 | 26,5 | 29,7 | 29,2 | 25,2 | 20,2 | 15,5 | 12,2 | 12,0     | 18,5     | 28,5     | 20,3     | 19,8 |
| T. min. media (°C)  | 3,3  | 3,7  | 5,3  | 7,8  | 11,3 | 14,8 | 17,1 | 17,5 | 14,8 | 11,0 | 7,6  | 4,3  | 3,8      | 8,1      | 16,5     | 11,1     | 9,9  |
| Precipitazioni (mm) | 99   | 89   | 76   | 71   | 53   | 36   | 17   | 46   | 90   | 99   | 132  | 105  | 293      | 200      | 99       | 321      | 913  |
| Giorni di pioggia   | 8    | 7    | 8    | 7    | 6    | 4    | 2    | 4    | 5    | 6    | 8    | 8    | 23       | 21       | 10       | 19       | 73   |

- Classificazione climatica: zona D, 1916 GR/G (12 ore di accensione giornaliera dal 1º novembre al 15 aprile).[7]

## Origini del nome
Quando, nel 1004, San Nilo da Rossano ed i suoi seguaci presero possesso del terreno rurale occupato da ruderi di una villa romana, che Gregorio I dei Conti di Tuscolo aveva loro donato come residenza, notarono subito un locale a volta quasi perfettamente conservato dotato di una finestra con ferrata. Probabilmente il primo accampamento dei monaci fu nei paraggi, se non all'interno, della "cripta" ferrata, che diventò elemento caratterizzante del territorio: lentamente l'area, che non aveva una denominazione specifica, prese nome di Cryptaferrata. Viene recentemente citata dal Nibby anche in greco Kρυπτοφεράς, seppur il nome del comune nacque da radice latina.

## Storia

### L'età antica
Il Vulcano Laziale fu attivo tra i 600.000 ed i 20.000 anni fa: tuttavia, l'uomo era già arrivato nel Lazio almeno 50.000 anni fa, come testimoniano i resti di scheletri appartenenti all'uomo di Neanderthal rinvenuti nel 1939 presso la Grotta Guattari al Circeo. Nel territorio dei Colli Albani, la civiltà si andrà sviluppando a partire dal I millennio a.C.; in particolare, la prima presenza umana nel territorio di Grottaferrata è riferibile alle necropoli di Boschetto, Villa Cavalletti e Villa Giusti, risalenti al periodo laziale I e II A (1000 a.C. - 830 a.C.): la necropoli di Villa Cavalletti è anche una delle più vaste dell'epoca, con una cinquantina di tombe. Nella necropoli di vigna Giusti invece sono presenti strutture più sofisticate, che presentano delle pseudo-cupole ed un ricco corredo funerario con rozze figurine votive umane.
In età romana il territorio criptense non venne toccato da insediamenti importanti, tranne alcune ville suburbane di ricchi cittadini romani come Marco Tullio Cicerone (probabilmente presso l'attuale abbazia di Santa Maria di Grottaferrata) e la famiglia degli Scriboni-Libones a Castel de' Paolis, ai confini con Marino.
Il sito di Grottaferrata inoltre, per la sua vicinanza con l'importante città di Tusculum e per la presenza della via Latina, venne probabilmente evangelizzato da san Paolo di Tarso e da san Pietro apostolo, che secondo una tradizione avvalorata da più fonti diffusero il Cristianesimo nell'area dei Colli Albani. Il cristianesimo del resto nel III secolo era già ben organizzato nell'area tuscolana, a giudicare dall'esistenza delle catacombe di Ad Decimum rinvenute al X miglio della via Latina, presso l'attuale Borghetto di Grottaferrata: ed un altro sepolcreto cristiano doveva sorgere attorno al XII miglio della via Latina, presso l'attuale Bivio. Nel 370 Giovanni di Cappadocia, allievo di san Basilio Magno, fondò un monastero basiliano al XV miglio della via Latina, presso l'antica Roboraria e l'attuale Molara: la presenza di religiosi orientali nel Lazio e nel Mezzogiorno d'Italia era all'epoca molto forte, basti pensare che nell'XI secolo si calcolavano circa 540 monasteri basiliani nelle sole regioni peninsulari meridionali più il Lazio meridionale e la Sicilia.

### Il Medioevo

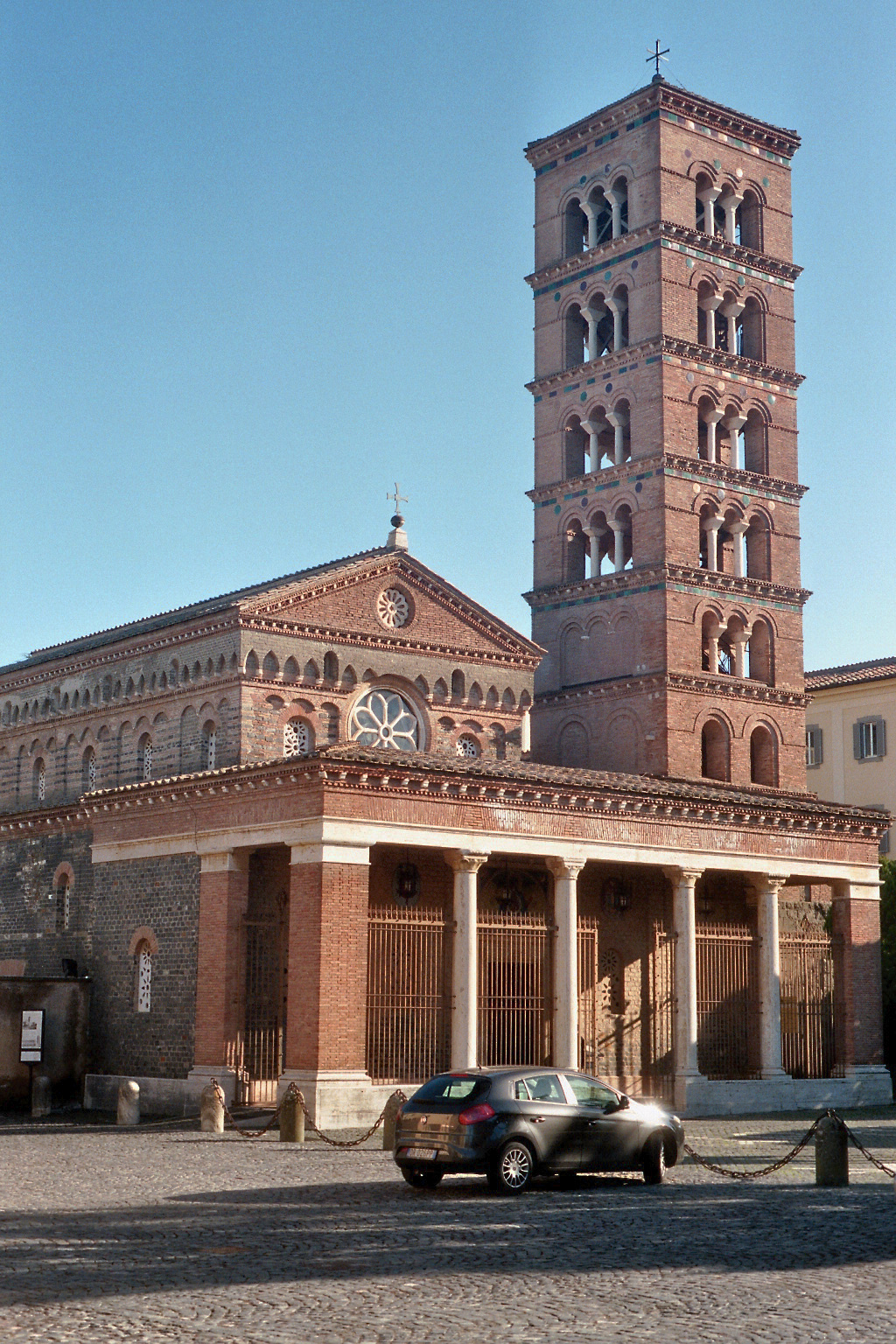
La chiesa abbaziale dell'abbazia di Santa Maria di Grottaferrata.

Nel corso del VII, dell'VIII e del IX secolo i papi estesero il proprio potere temporale su Roma e su larga parte dell'attuale Lazio approfittando del vuoto del potere politico: in quest'epoca nacque l'organizzazione del territorio in patrimonia e massae rurali, latifondi gestiti da diaconi direttamente soggetti al papa. Attorno al XII miglio della via Latina ed a Valle Marciana sarebbe stata collocata una massa, la Massa Marulis, presso la quale sorgevano almeno due chiese menzionate in numerosi passi del Liber pontificalis. Nell'846 un'incursione saracena seminò terrore e distruzione in molti luoghi dell'Agro Romano, fino ad Ariccia, Frascati ed agli Appennini: la minaccia saracena gravò sui centri a sud di Roma fino al 926, quando i maomettani furono definitivamente scacciati dalla regione.
Nel 1004 san Nilo da Rossano raggiunse il Lazio dalla Calabria dopo il suo lungo peregrinare per varie località del Sud Italia, e si sistemò con i suoi seguaci presso il summenzionato cenobio basiliano di Sant'Agnese alle pendici del Tuscolo. Gregorio I dei Conti di Tuscolo, esponente di spicco della potente casata romana dei Conti di Tuscolo, donò allora al monaco calabrese un terreno prossimo al XII miglio della via Latina occupato da resti di strutture romane: nacque così l'abbazia di Santa Maria di Grottaferrata. San Nilo morì pochi mesi dopo aver fondato il monastero, al tramonto del 25 settembre 1004.
I suoi compagni proseguirono i lavori ed in breve la chiesa abbaziale venne completata e poté essere consacrata da papa Giovanni XIX, figlio di Giovanni I dei Conti di Tuscolo, il 17 dicembre 1024, sotto l'intitolazione della Madonna di Grottaferrata.
I primi archimandriti dell'abbazia dopo san Nilo furono Paolo, Cirillo e san Bartolomeo il Giovane: l'abbazia inoltre ottenne da molti papi il riconoscimento della propria autonomia rispetto ai cardinali vescovi della diocesi suburbicaria di Frascati.
La tradizione racconta che papa Benedetto IX, per fare ammenda della propria vita scandalosa, nel 1048 si fece monaco basiliano presso l'abbazia criptense, dove morì nel 1065. Il suo sepolcro è probabilmente stato ritrovato durante alcuni scavi ottocenteschi sotto al pavimento della chiesa abbaziale.
Nel 1155 Guglielmo I "il Malo" di Sicilia saccheggiò le terre dell'abbazia, imitato nel 1163 da Federico I "Barbarossa" del Sacro Romano Impero: i monaci di conseguenza fuggirono dall'abbazia e ripararono a Subiaco presso i monaci benedettini, portando con sé grandi ricchezze. Pochi anni dopo, nel 1241, l'imperatore Federico II "di Svevia" del Sacro Romano Impero saccheggiò nuovamente l'abbazia, portando via pregevoli opere in bronzo di età romana.
Durante le guerre tra papa Urbano VI e l'antipapa Clemente VII combattute all'inizio dello Scisma d'Occidente (1378-1417), nell'aprile 1379 l'archimandrita Girolamo diede ospitalità all'esercito antipapalino formato da mercenari francesi e bretoni che il 21 aprile affrontò l'esercito papalino comandato dal capitano di ventura italiano Alberico da Barbiano nella battaglia di Marino, svoltasi nell'attuale Valle dei Morti tra Marino e Castel de' Paolis.

### Età moderna

#### Dal Quattrocento al Seicento

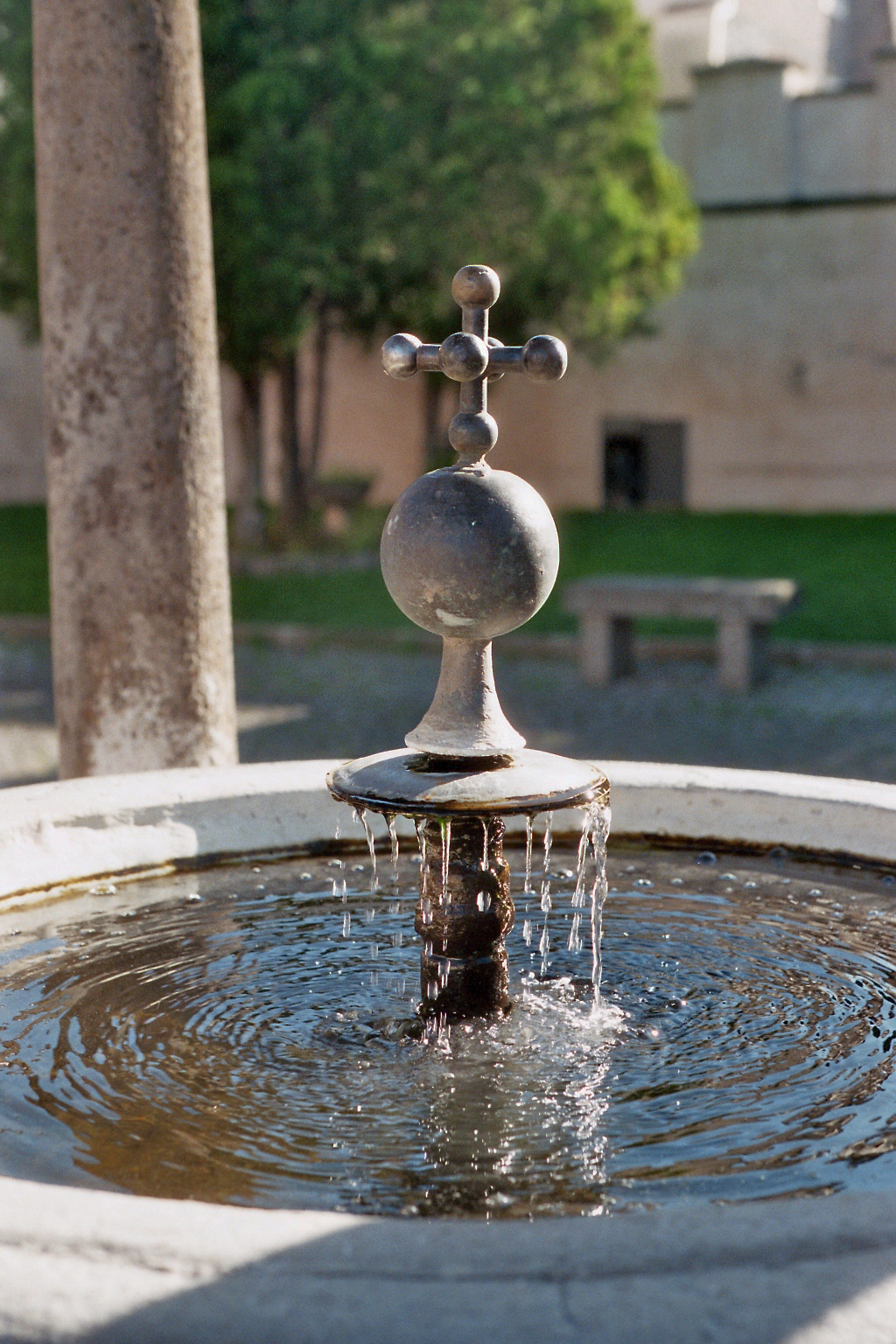
L'ottocentesca "fontana liturgica del Paradiso", posta dinanzi alla chiesa abbaziale criptense, presso la quale il 6 gennaio di ogni anno si tiene la benedizione dell'acqua.

Papa Martino V nel 1428 ridusse l'abbazia a commenda, nominando il primo abate commendatario nella persona di tale Oddone de Variis, un proprio parente fedele alla causa della sua famiglia, i Colonna. Il successore di Martino V, papa Eugenio IV, nel 1432 abolì la commenda e nominò archimandrita Pietro Vitali, già archimandrita prima del 1428: questi si impegnò a recuperare tutti i beni dell'abbazia ed intervenne al concilio di Basilea, Ferrara e Firenze (1431-1439) in merito alla riunificazione della chiesa cattolica e della chiesa ortodossa.
Nel 1462 papa Pio II istituì nuovamente l'abbazia in commenda, nominando abate commendatario il cardinale Basilio Bessarione, che non solo si interessò della sistemazione del patrimonio librario ma fece redigere la "Platea" o "Regestum Bessarionis", un elenco di tutte le proprietà dell'abbazia. Nel 1463 Pio II, durante la sua visita ai Castelli Romani, visitò Grottaferrata, lasciando una viva testimonianza del viaggio nei suoi "Commentarii".
Alla morte del cardinale Bessarione nel 1472 gli succedette come abate commendatario il cardinale Giuliano della Rovere (che nel 1503 diventerà papa Giulio II), il quale pensò bene di prevenire ogni futuro saccheggio dell'abbazia dopo l'ultimo dell'estate 1482, perpetrato ai danni dei monaci basiliani dalle soldatesche di Fabrizio I Colonna, alleato del duca di Calabria Alfonso d'Aragona nella guerra tra papa Sisto IV e Ferrante d'Aragona. Fu così rapidamente realizzata l'imponente cinta muraria dell'abbazia, che risultava già almeno parzialmente compiuta nell'ottobre 1492, quando l'elezione di papa Alessandro VI mise in allarme il cardinale della Rovere che si rifugiò nell'abbazia, salvo poi dover fuggire nella più fortificata Ostia (1494) e quindi in Francia.
Con la morte di Alessandro VI, dopo il breve papato di transizione di papa Pio III (settembre-ottobre 1503), nel novembre 1503 salì al soglio papa Giulio II, che concesse immediatamente la commenda dell'abbazia di Santa Maria di Grottaferrata alla famiglia Colonna, nella persona del cardinale Giovanni Colonna, cui nel 1508 succedette Pompeo Colonna. Tra il 1512 ed il 1535 la commenda spettò al cardinale Ippolito de' Medici, cui succedette tra il 1535 ed il 1555 il cardinale Giovanni Maria Ciocchi del Monte (che lascerà la commenda per diventare papa Giulio III). Tra il 1554 ed il 1557 la commenda spettò al cardinale Fabio Colonna, ma gli venne tolta da papa Paolo IV durante una guerra contro i Colonna, ed incamerata ai beni della Camera Apostolica.
L'abate commendatario Alessandro Farnese il Giovane, in carica dal 1564 al 1589, fu il primo abate commendatario della famiglia Farnese. Il secondo fu il cardinale Odoardo Farnese, in carica dal 1589 al 1626. Nel periodo farnesiano venne costruito ed affrescato il palazzo dell'abate commendatario all'interno del recinto dell'abbazia di Santa Maria di Grottaferrata e venne realizzata la decorazione della cappella dei Santissimi Nilo e Bartolomeo, eseguita da Domenico Zampieri detto "il Domenichino".
Alla morte di Odoardo Farnese, iniziò il periodo degli abati commendatari della famiglia Barberini: il primo fu Francesco Barberini "seniore", in carica dal 1626 al 1679: seguirono il cardinale Carlo Barberini dal 1679 al 1704 ed il cardinale Francesco Barberini "iuniore" dal 1704 al 1738.

#### Dal Seicento alla seconda metà dell'Ottocento
Nel Settecento, si succedettero abati commendatari appartenenti a diversi famiglie: il fiorentino Giovanni Antonio Guadagni dal 1738 al 1759, il veneziano Carlo Rezzonico "iuniore" dal 1759 al 1799, infine il romano Ercole Consalvi che fu l'ultimo abate commendatario, in carica fino alla definitiva abolizione della commenda nel 1824.
Nel 1761 papa Clemente XIII promulgò un motu proprio con cui regolamentava lo svolgimento della Fiera di Grottaferrata in due periodi, a marzo e a settembre: se la fiera di settembre è attestata già dalla seconda metà del Quattrocento, la fiera di marzo più antica di cui abbiamo memoria è dei primi anni del Seicento.
Durante la Repubblica Romana (1798-1799) l'abbazia venne probabilmente occupata dai francesi, che chiusero e saccheggiarono diversi conventi dei Castelli Romani. Ad ogni modo, fu solo con l'occupazione napoleonica del 1807 e l'annessione del Lazio alla Francia che la commenda venne abolita, i beni abbaziali espropriati (nonostante la controversia giuridica sollevata dai monaci basiliani) e Grottaferrata con il suo territorio aggregati al cantone di Marino. Con il ritorno di papa Pio VII nello Stato Pontificio nel 1814 il cardinale Consalvi poté rientrare nel possesso della commenda e in tale posizione rimase fino alla sua morte, nel 1824. In seguito ad alcuni scandali sorti nell'abbazia papa Gregorio XVI nominò visitatore apostolico ad acta Mario Mattei, cardinale vescovo della diocesi suburbicaria di Frascati.
Il 3 giugno 1848 Grottaferrata ottiene l'autonomia comunale da papa Pio IX: il primo sindaco criptense è il commerciante Giovanni Passamonti, che era stato fra i più impegnati per dotare il paese dei servizi fondamentali che consentissero l'aumento della popolazione ed il conseguente riconoscimento dell'autonomia rispetto alla comunità di Frascati. Il primo sviluppo urbanistico venne incentivato lungo l'asse dell'attuale corso del Popolo; viene inoltre assicurato un regolare rifornimento idrico anche al di fuori dell'abbazia. Nel frattempo, le cartiere vengono modernizzate dal nuovo proprietario Luigi Passamonti e nel 1868 lo stabilimento inizia a produrre la carta moneta dello Stato Pontificio.

### Età contemporanea

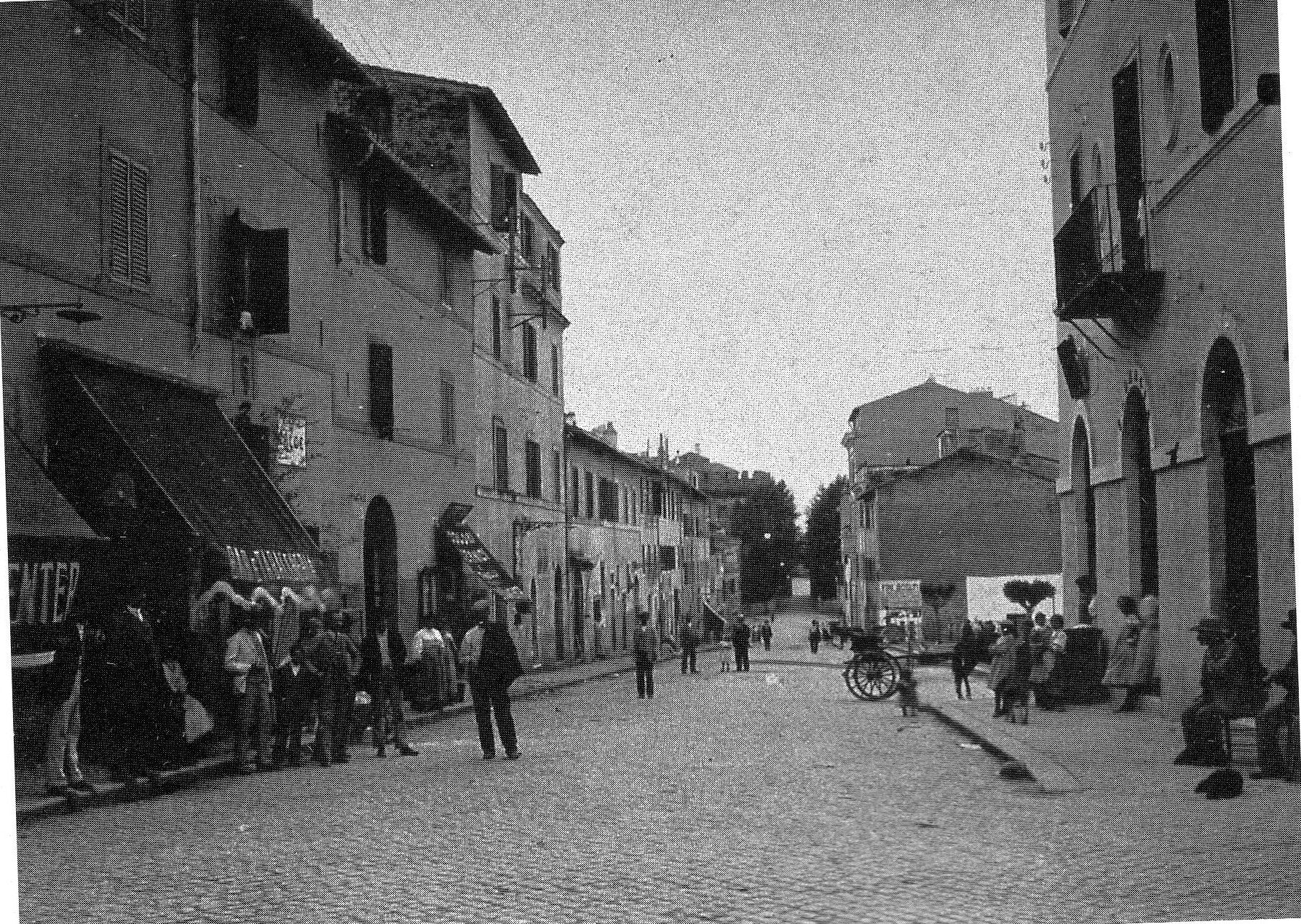
Corso del Popolo negli anni dieci del Novecento.

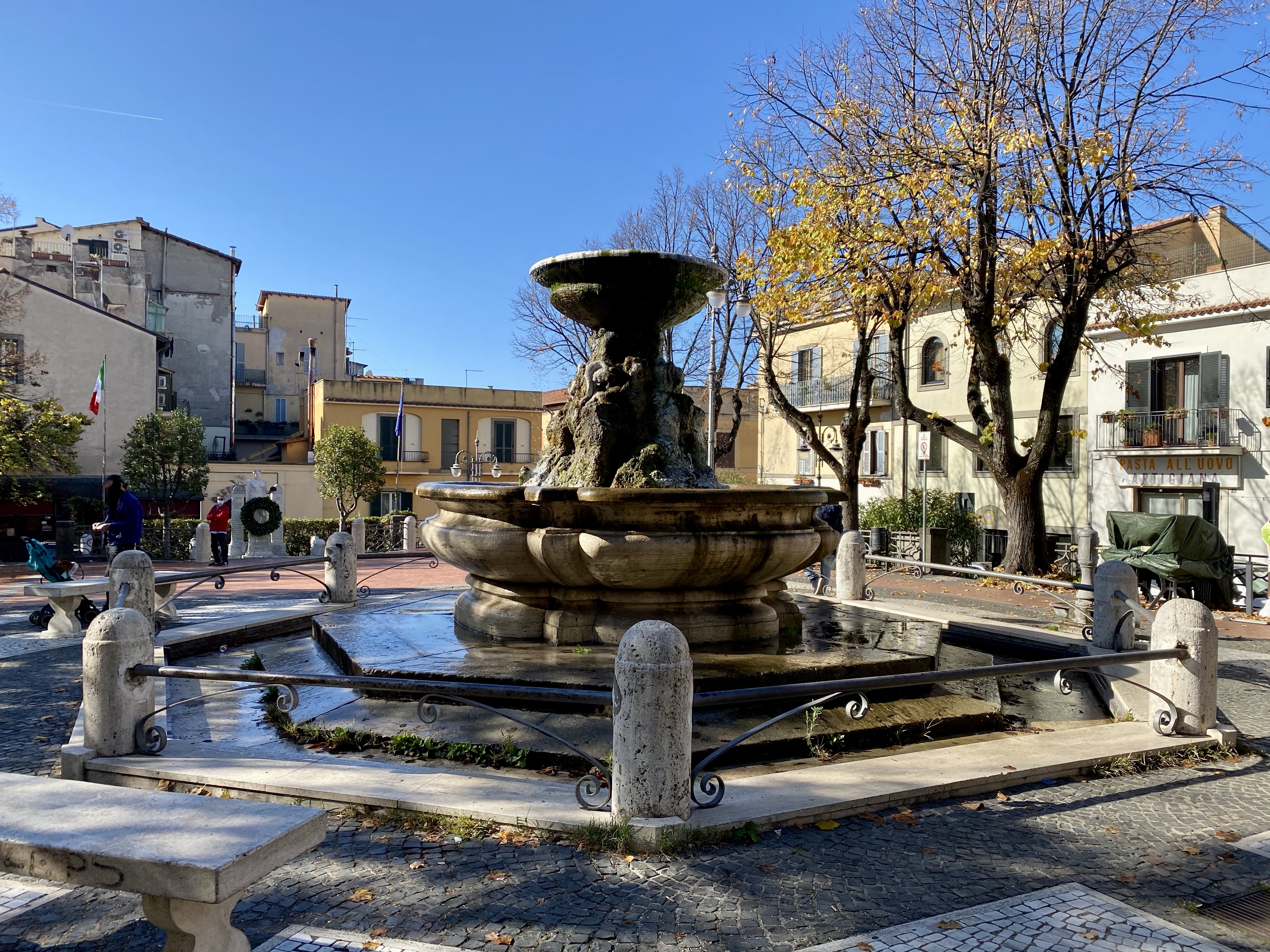
Piazza Cavour.

#### Dalla seconda metà dell'Ottocento alla seconda guerra mondiale
Il decoro urbano e l'impianto fognario di corso del Popolo venne deciso dall'intervento dell'architetto Agostino Mercandetti del 1872; nel frattempo il paese si espande in direzione di Frascati e Squarciarelli, lungo la direttrice della strada statale 216 via Maremmana III. Vengono edificate le nuove chiese periferiche del Sacro Cuore (1918-1928) e di San Giuseppe (1889). Si moltiplicano i villini eclettici e liberty della medio-alta borghesia romana, mentre a Squarciarelli nel 1921 sorge la celebre fabbrica di ceramiche artistiche dei fratelli Tidei.

#### Dalla seconda guerra mondiale al Duemila
Se il centro abitato di Grottaferrata non è stato sconvolto dalle incursioni aeree anglo-americane, il territorio criptense è stato colpito marginalmente con il bombardamento della sorgente dell'acquedotto di Squarciarelli l'8 settembre 1943 e con la distruzione dell'aeroporto militare tedesco in località Molara il 30 gennaio 1944. Proprio in comune di Grottaferrata, nella galleria di Colle Oliva della ferrovia Roma-Frascati, presso Villa Senni, i tedeschi avevano nascosto due cannoni ferroviari Krupp K5 da 238 mm capaci di bombardare la testa di ponte anglo-americana di Anzio: mentre tutte le altre postazioni simili nascoste in varii luoghi dei Castelli Romani furono individuate ed annientate con i bombardamenti aerei, i due "cannonissimi" rimasero indenni ed oggi uno di essi, soprannominato dagli americani "Anzio Annie", è esposto ad Aberdeen, Maryland, negli Stati Uniti, presso il Proving Grounds Museum. La mattina del 4 giugno 1944 i primi reparti anglo-americani raggiunsero Grottaferrata dopo gli ultimi scontri con i tedeschi sul Monte Cavo, e si dirigono rapidamente verso Marino dove alcuni tedeschi oppongono resistenza presso la località San Rocco.

### Simboli
Lo stemma e il gonfalone comunali sono stati concessi con decreto del presidente della Repubblica del 30 ottobre 2008.
Lo stemma cittadino fa riferimento al toponimo del paese: raffigura infatti un'inferriata in ferro simile a quella presente nella "cripta ferrata", il complesso di due stanze risalenti al I secolo inglobate come cappelle laterali nella chiesa dell'abbazia. I colori cittadini sono rosso e bianco. Nello statuto comunale il gonfalone è così descritto:
(Statuto del Comune di Grottaferrata (delibera C.C. n° 79/2000), titolo I, art. 2 comma 1.)

## Monumenti e luoghi d'interesse

### Architetture religiose

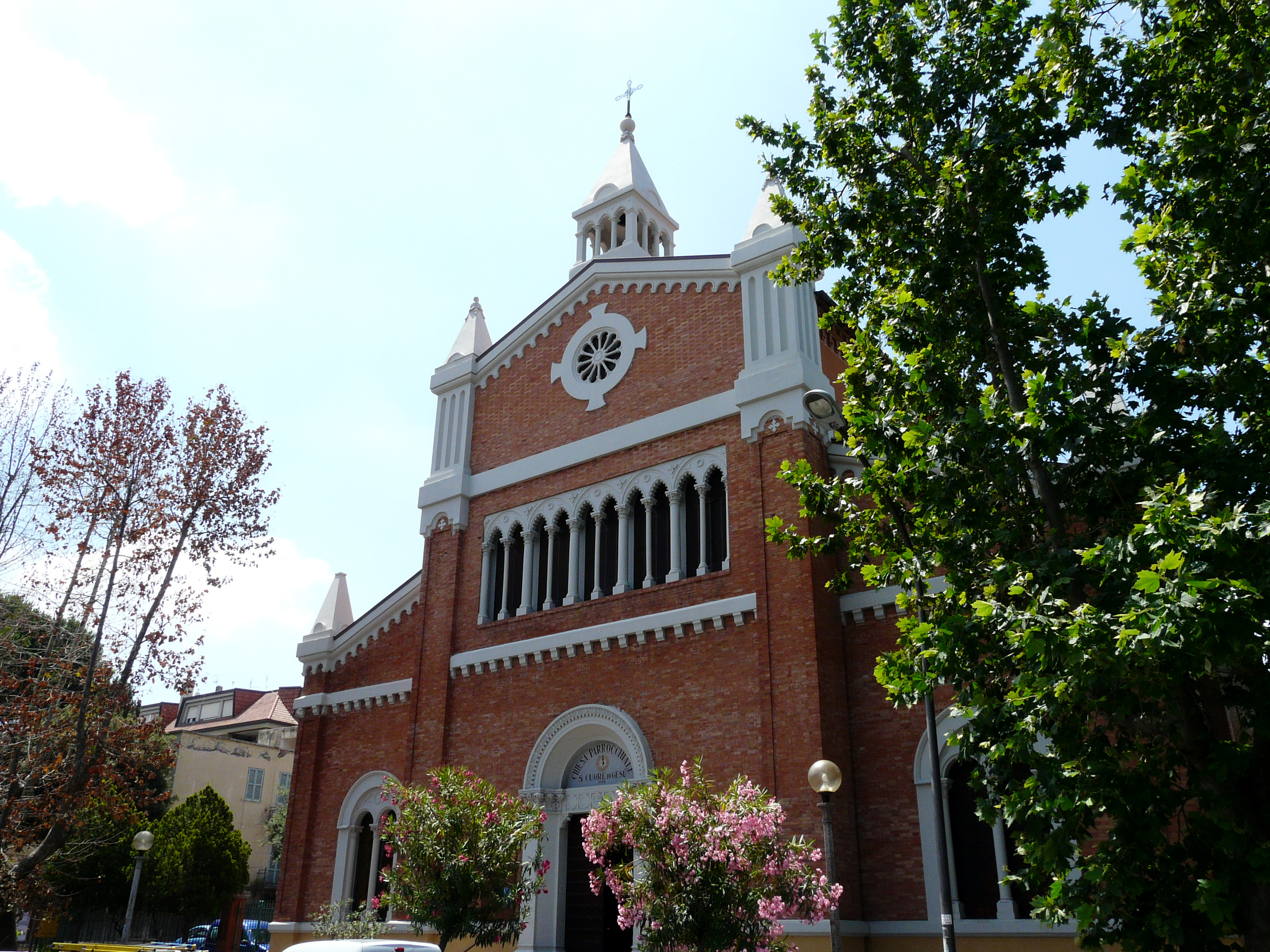
La chiesa del Sacro Cuore.

#### Abbazia di Santa Maria di Grottaferrata
L'abbazia fu fondata nel 1004 da san Nilo da Rossano, e in breve diventò un notevole centro culturale: istituita in commenda dal 1428 al 1824, attualmente è un'abbazia territoriale retta dall'Ordine Basiliano Italiano di Grottaferrata.
All'interno dell'imponente cerchia muraria, voluta dall'abate commendatario cardinale Giuliano della Rovere, poi papa Giulio II, si trovano il cinquecentesco palazzo dell'abate commendatario e la chiesa conventuale, di origine medioevale ma rifatto in stile barocco con l'intervento di Baldassarre Peruzzi, Taddeo e Federico Zuccari Domenichino, Luigi Capponi, Antonio da Sangallo il Giovane, e, forse, di Gian Lorenzo Bernini.

#### Chiesa del Sacro Cuore
La chiesa fu edificata per volontà di Maria Santovetti Tanlongo su circa 3000 metri quadrati di terreno di sua proprietà nel 1918-1928, ed affidata ai padri salesiani fino al 1963, anno dell'istituzione in parrocchia della chiesa.
Lo stile della chiesa è il neogotico, ed il campanile fu aggiunto solo negli anni sessanta: l'ampio interno a pianta basilicale è decorato da un mosaico nel catino absidale e da vetrate policrome, dono del marchese Alfredo Dusmet. Presso la chiesa esistono un oratorio pomeridiano, un campo da calcio, un teatro e un cinema fornito di impianto audio eccellente.
Lo Scorso parroco in carica Monsignor Raffaello Torelli Vicario generale della Diocesi uscito in carica il 3 settembre 2011. Il suo successore entrato in carico il 4 settembre è Don Claudio Cirulli.

#### Chiesa di San Giuseppe
Questa chiesa, sita in località Squarciarelli, fu costruita per volontà del proprietario terriero Nicola Santovetti nel 1889, per un costo di costruzione di 15.000 lire italiane. Affidata ai monaci cisterciensi, fu tolta a questi per la scarsa volontà pastorale di alcuni monaci ed affidata attorno al 1905 ai monaci basiliani dell'abbazia criptense, che la tennero fino alla costituzione in parrocchia nel 1919. Fu parzialmente distrutta durante la seconda guerra mondiale e ricostruita più semplicemente, ed ulteriormente modificata negli anni sessanta.
All'interno, a tre navate, si trovano una Sacra Famiglia di Silverio Capparoni e la tomba di famiglia dei Santovetti.

#### Casa Santa Rosa
La Casa Santa Rosa delle Suore Francescane Missionarie di Maria, meglio note localmente come "Monache Francesi" (poiché l'ordine fu fondato da Hélène de Chappotin de Neuville a Nantes, in Francia, nel 1874), fu costruita nel sito di una proprietà della famiglia Santovetti tra il 1892 ed il 1914, con una sospensione dei lavori nel 1893 a causa del ritrovamento nell'area del convento di alcuni resti di età romana attribuiti ad una villa suburbana di Marco Tullio Cicerone. La chiesa conventuale venne completata nel 1931: le suore si resero attive nella vita civile criptense quando accolsero gli sfollati del terremoto di Messina (1908) e del terremoto della Marsica (1915), ed ancora quando aprirono una casa di convalescenza per i soldati feriti durante la prima guerra mondiale (1915-1918). Più di recente, le religiose hanno prestato servizio presso l'Ospedale Civile San Sebastiano di Frascati.

### Architetture civili

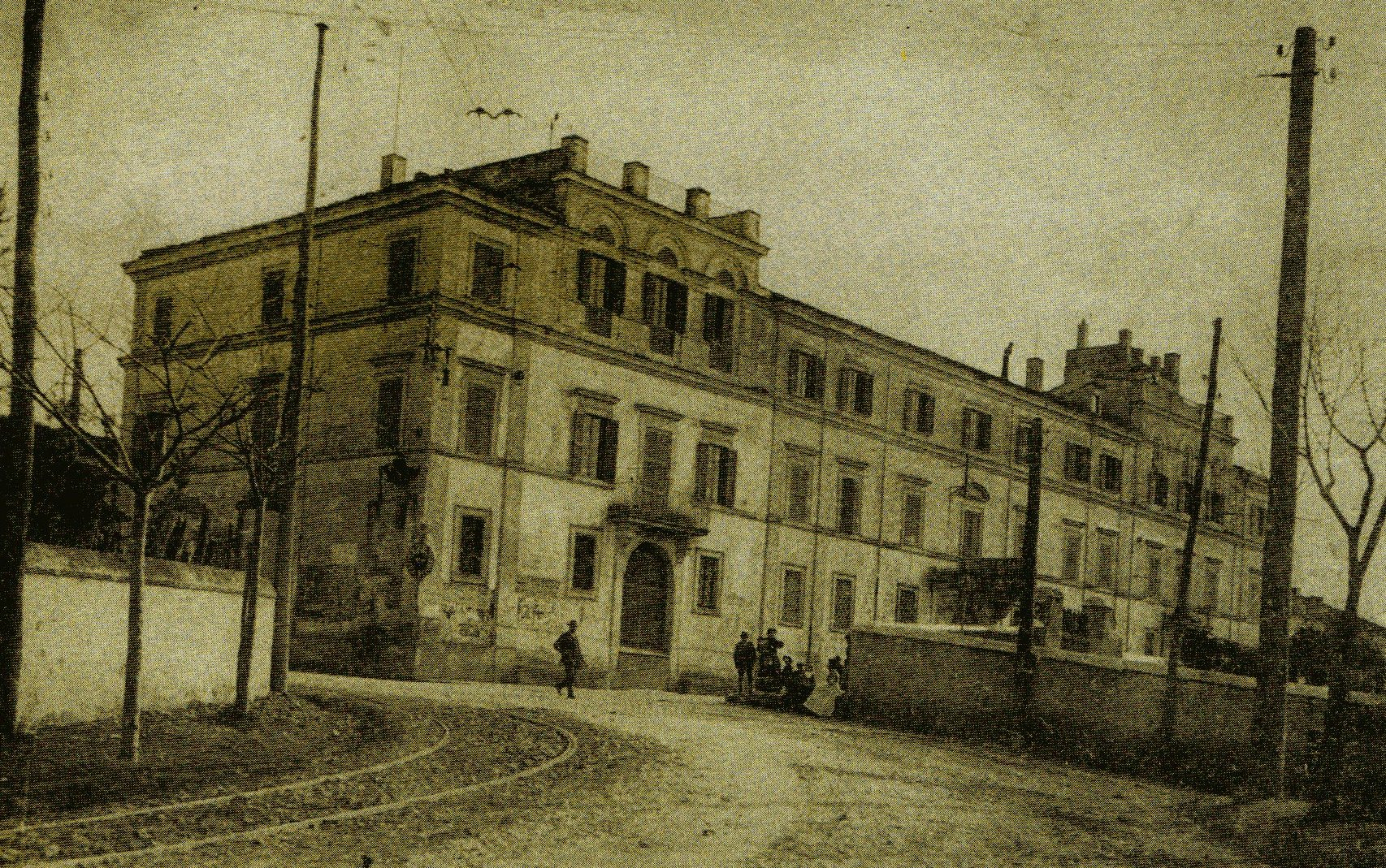
Palazzo Santovetti in una fotografia degli anni dieci.

#### Palazzo Santovetti
Il palazzo, già esistente nel Settecento tanto che nel 1741 ospitò papa Benedetto XIV, fu modificato nelle forme attuali a partire dal 1872 con l'acquisto da parte di Antonio Santovetti, che affidò il progetto all'architetto Enrico Celso Donnini. All'interno del palazzo è notevole la cappella, affrescata da Silvestro Capparoni.
Fino agli anni cinquanta le grandi cantine del palazzo, oggi di proprietà della famiglia Ranchella, hanno ospitato le rinomate Cantine Santovetti, note a livello nazionale per la produzione di vini locali di ottima qualità.

#### Villa Cavalletti
Nel 1596 il marchese Ermete Cavalletti acquistò la tenuta dal cardinale Bartolomeo Cesi: la villa fu costruita ed arredata nel Settecento, e nel secondo dopoguerra appartenne alla Compagnia di Gesù: attualmente ospita una comunità cattolica d'integrazione e la prestigiosa Accademia per la Teologia del Popolo di Dio. Vi si trova una necropoli preistorica tra le più grandi dei Colli Albani.

#### Villa Rossellini-Dusmet
Villa Rossellini-Dusmet, meglio nota solo come villa Dusmet, fu costruita davanti a villa Arrigoni-Muti alla fine dell'Ottocento da Zeffiro Rossellini, nonno del celebre regista Roberto Rossellini, e venduta nel 1919 al marchese Alfredo Dusmet. In seguito diventò di proprietà della famiglia Campello, e nel 1940 fu requisita dalla Regia Aeronautica come proprio quartier generale, passato ai tedeschi nel 1943 (probabilmente in collegamento con l'effimero aeroporto militare operativo in località Molara). Negli anni cinquanta fu restituita ai Campello, che nel 1952-1953 vi ospitarono l'esule Fārūq I d'Egitto, che in seguito visse ad Albano Laziale presso la villa che ospita l'attuale istituto professionale di stato Nicola Garrone. Nel 1966 fu acquistata dalle suore pallottine.

#### Villa Gavotti-Gioacchini
La villa, che nel Cinquecento era un casino di campagna sito in località Campovecchio di proprietà della famiglia Laghi, fu acquistata nel 1614 dal marchese Lorenzo Gavotti, che ampliò l'edificio e sistemò la tenuta. Nel 1798 un erede del marchese, Alessandro Gavotti, vendette la villa a Vincenzo Onelli al prezzo di 10.000 scudi pontifici. Tuttavia l'Onelli si suicidò nel 1815, forse in conseguenza della caduta di Napoleone Bonaparte che aveva reso nullo il valore delle azioni da lui acquistate nel periodo napoleonico: i suoi discendenti mantennero la proprietà della villa solo per venderla ai Lugari-Spiga alla metà dell'Ottocento. Questi proprietari a loro volta vendettero la villa ai Gioacchini all'inizio del Novecento, che ne sono ancora proprietari.

#### Villa Bracciano-Montalto-Grazioli
Villa Bracciano-Montalto-Grazioli, chiamata confidenzialmente solo villa Grazioli, venne fondata nel 1580 dal cardinale Antonio Carafa, fondandola probabilmente su alcuni resti di età romana: il cardinale Carafa ebbe tra i suoi ospiti anche papa Gregorio XIII, che consacrò la cappella privata della villa. Nel 1591 la proprietà della villa passò in eredità al cardinale Ottavio Acquaviva d'Aragona, che nel 1606-1607 la affittò ai Borghese: fu proprio il cardinale Scipione Caffarelli-Borghese ad acquistare la villa nel 1613 per la somma di 20.000 scudi pontifici. Tuttavia l'anno seguente il cardinale Borghese pensò bene di permutare la villa criptense con il cardinale Ferdinando Taverna in cambio della più prestigiosa villa Mondragone in territorio di Monte Porzio Catone. Lo stesso cardinale Taverna vendette la villa al principe Michele Peretti, ed in seguito la proprietà dell'immobile e della sua tenuta passò ai Savelli e, dal 1638, agli Odescalchi, che la vendettero solo nel 1870 al duca Pio Grazioli. Durante la seconda guerra mondiale la villa ha ospitato un comando tedesco e dopo la guerra alcune famiglie di sfollati di guerra frascatani: attualmente l'edificio, riportato all'antico splendore dopo le devastazioni belliche, ospita il Park Hotel Villa Grazioli.
Gli interni del piano nobile sono completamente affrescati con temi mitologici, storici e pastorali svolti da Agostino Ciampelli (ma alcuni hanno pensato ad Annibale Carracci o a Federico Zuccari) e da Giovanni Paolo Pannini, mentre l'ampliamento della villa compiuto tra il 1696 ed il 1698 per volere del principe Livio Odescalchi fu progettato dall'architetto Giovanni Battista Fontana.

#### Villa Arrigoni-Muti
Villa Arrigoni-Muti fu fondata nel 1579 da monsignor Luigi Cerasoli, che la vendette nel 1595 a monsignor Pompeo Arrigoni: questi a sua volta la trasmise ai suoi eredi e nel 1692 si arrivò alla suddivisione della villa e della tenuta tra due proprietari, i monsignori Diomede Varesi e Ciriaco Rocci. All'inizio dell'Ottocento i proprietari erano ben tre: il cardinale Angelo Cesarini, la famiglia Muti e la famiglia Amadei. Un secolo dopo, Achille Muti Bussi riuscì a riunificare tutta la villa sotto la sua proprietà. Attualmente la villa è di proprietà di una società che vorrebbe realizzarvi una cinquantina di appartamenti privati, proposito contestato da cittadini ed associazioni di Grottaferrata.

#### Villa Rasponi
Nel Settecento la proprietà della tenuta appartenne alle famiglie Scarsella e Lema, e venne acquistata da Eugenio Rasponi nel 1821: egli costruì la villa, e la vendette per 8000 scudi pontifici al principe Camillo Aldobrandini. Durante la seconda guerra mondiale vi fu alloggiato un comando tedesco.
Gli interni della villa sono stati affrescati da Domenico Crespri detto "il Passignano", Pietro da Cortona e Ludovico Cardi detto "il Cigoli".

#### Villa Senni
La villa fu edificata nel Seicento dal prelato Giovanni Giustino Ciampini, che possedeva vaste proprietà nella zona sottostante, che da lui prese l'attuale denominazione di Ciampino. Originariamente chiamata villa Sant'Andrea, dalla vicina località di Gregna di Sant'Andrea, l'edificio diventò di proprietà della famiglia Senni alla metà dell'Ottocento.
Fu sede di un comando tedesco durante la seconda guerra mondiale, in posizione strategica sopra la galleria ferroviaria della ferrovia Roma-Frascati nella quale erano nascosti i due cannoni ferroviari Krupp K5 da 238 mm capaci di bombardare la testa di ponte alleata di Anzio, tanto ricercati dagli anglo-americani nelle loro micidiali incursione aeree sui Castelli Romani. Attualmente, completamente ricostruita, ospita una casa di riposo per anziani retta dalle Suore Ospedaliere del Sacro Cuore di Gesù.

#### Cartiera Pontificia
La cartiera fu costruita tra il 1632 e il 1635 e in funzione fino al 1893, confinante con il Fosso dell'Acqua Mariana ed è all'interno del parco regionale dei Castelli Romani

### Architetture militari

#### Borghetto di Grottaferrata
Il castello fu probabilmente edificato attorno al IX od al X secolo dai Conti di Tuscolo, ai quali apparteneva ancora nel 1140, quando compare menzionato per la prima volta come "taberna in burgo de Tuscolana". Dopo la fine dello strapotere dei Conti di Tuscolo il castello appartenne agli Annibaldi con il toponimo di "castrum Montis Frenelli" o "Monsfrenelli": nel Quattrocento fu acquisito dai Savelli, che nel 1473 lo permutarono con l'abbazia di Santa Maria di Grottaferrata in cambio del feudo di Ariccia. Già all'inizio del Cinquecento tuttavia il castello risultava deserto, ed inutili furono i tentativi di ripopolarlo compiuti dagli abati commendatari. All'inizio del Novecento l'area fu acquistata dal marchese Alfredo Dusmet, che nel 1935 la rivendette alla famiglia Spagna: oggi all'interno delle mura si trovano alcune villette a schiera.
Le mura del castello sono realizzate in opus caementicium nella parte inferiore ed in opus quadratum in blocchetti di tufo in quella superiore, e formano un ovale di circa 3 chilometri di perimetro fortificato da 13 torri quadrangolari.

#### Castel de' Paolis
Il castello sorse attorno all'XI secolo sui ruderi della villa romana degli Scriboni-Libones e sulle antiche murature identificate da alcuni studiosi con i resti del municipium di Castrimoenium, collocato da altri presso il parco pubblico di villa Desideri a Marino ed oggi comunemente identificato con il rione Castelletto al centro di Marino.
La prima citazione del castello risale al 1116, quando si parla di una "ecclesia S. Marie [...] in loco qui dicitur Paoli": la proprietà del castello rimase da allora in poi all'abbazia di Santa Maria di Grottaferrata, finché nel Seicento non fu completamente spopolato e diruto.
Oggi del castello restano un arco, una parte dell'abside della chiesa ed altri brandelli di massicce murature in opus quadratum di peperino.

#### Molara
Il castello sorse presso l'attuale chilometro 22 della strada statale 511 via Anagnina probabilmente nel sito della mansio di Roboraria: nel X secolo vi esisteva un cenobio basiliano, e la fortificazione iniziò ad esistere a partire dal Duecento, quando raggiunse il periodo di massimo splendore sotto il dominio del cardinale Riccardo Annibaldi. A Molara il cardinale Annibaldi ospitò papa Innocenzo IV (1254), Carlo I d'Angiò ed il suo esercito (1266), che le esagerate cronache dell'epoca facevano ammontare a poco meno di 30.000 uomini, san Tommaso d'Aquino (1274).
Con la decadenza degli Annibaldi, nel 1427 il castello entrò nell'orbita dei Colonna: in questo periodo perse importanza l'intero sistema difensivo della Valle Latina in seguito al sostanziale abbandono della via Latina-Anagnina. Nei secoli seguenti la spopolata Molara appartenne agli Altemps, ai Borghese e quindi agli Aldobrandini: vi era praticata la pastorizia e l'estrazione mineraria. La miseria di queste zone era tale che nel 1762 il cardinale vescovo della diocesi suburbicaria di Frascati Enrico Benedetto Stuart, ultimo pretendente giacobita al Regno di Gran Bretagna, durante una sua visita ad limina nel territorio di Monte Porzio Catone trovò i pochi abitanti di Molara che vivevano in uno stato quasi animalesco, privi anche del conforto religioso.
Monumenti
Il monumento ai caduti di Grottaferrata
Il monumento fu realizzato tra gli anni 1919-1925 dallo scultore Amleto Cataldi sotto finanziamento del marchese Alfredo Dusmet.                               Fu restaurato poi dallo scultore Mario Gavotti.

### Siti archeologici

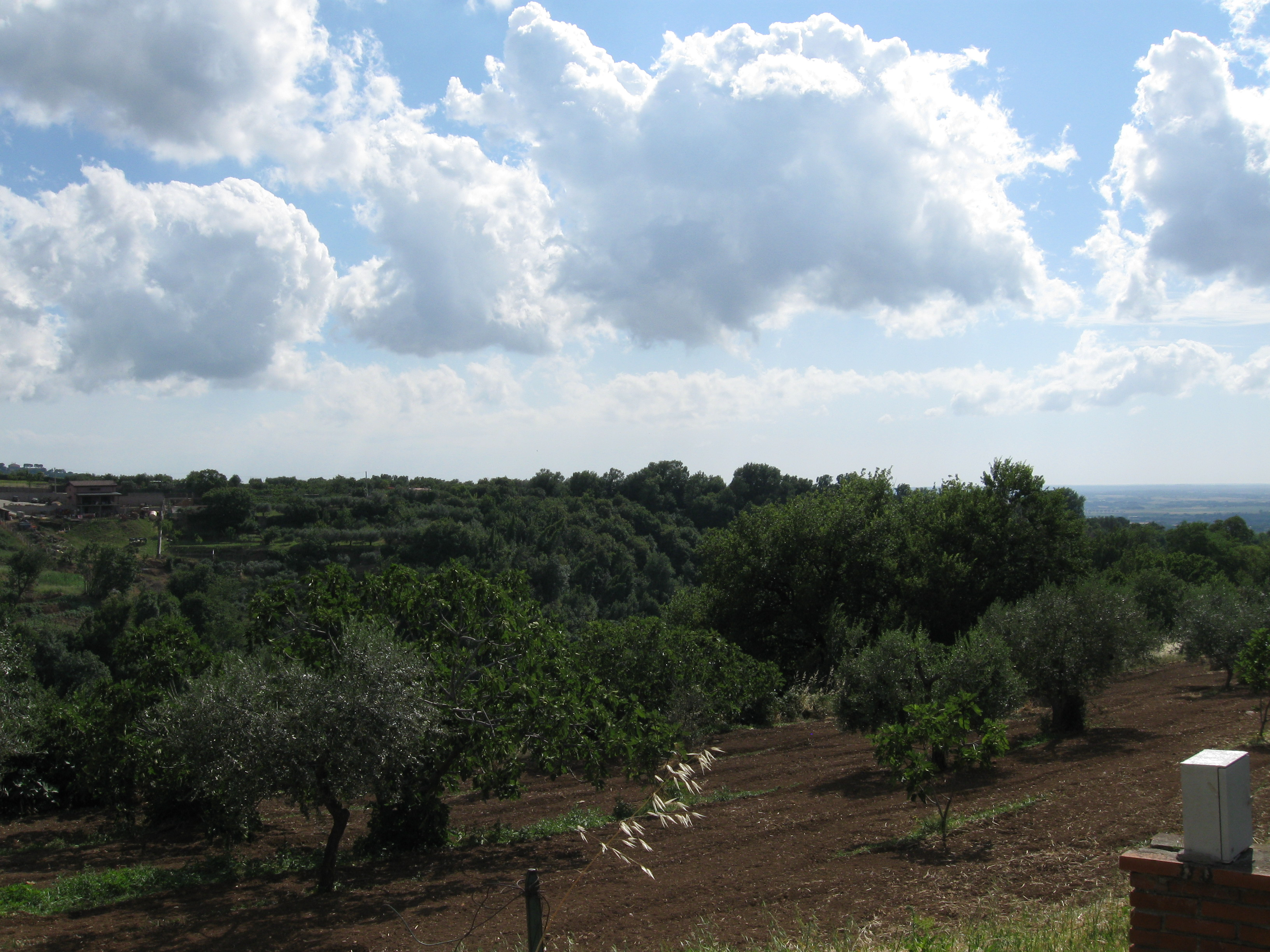
La terra dei monaci basiliani dell'abbazia: sullo sfondo, l'Agro Romano.

Il sito archeologico più importante del territorio criptense sono le Catacombe di Ad Decimum, rinvenute nel 1913 al X miglio della via Latina: all'interno vi si trovano oltre 800 sepolture databili fino al V secolo, alcuni affreschi del III o del IV secolo ed un arcosolio raffigurante la "Traditio Legis", la trasmissione del messaggio evangelico. Assieme alle catacombe di San Senatore di Albano Laziale queste sono le uniche catacombe dei Colli Albani (pare che una terza catacomba fu rinvenuta casualmente in comune di Marino, lungo la via Appia Antica presso la località di Due Santi nel 1712 ma ad oggi se ne è persa l'ubicazione).
Inoltre, una piccola parte degli scavi archeologici di Tusculum ricade nel territorio criptense, mentre la parte più importante dell'antico abitato si trova nel territorio di Monte Porzio Catone.
Per quanto riguarda le memorie preistoriche del territorio criptense, le necropoli più importanti si trovano a villa Cavalletti (una delle più grandi dei Colli Albani) e nella ex-vigna Giusti: sepolture sparse furono individuate anche a Castel de' Paolis nel 1903 ed in località Cipriana durante alcuni lavori di scassamento nel 1880.
Nel territorio criptense è stata collocata una delle due tenute tuscolane di Marco Tullio Cicerone: nel corso dei secoli, diversi studiosi hanno formulato svariate ipotesi sulla collocazione di queste ville, ma sembra ormai confermato che una sorgesse sul Tuscolo presso la città antica di Tusculum, e l'altra fosse posta in prossimità dell'abbazia di Santa Maria di Grottaferrata, e che magari si estendesse fino alle propaggini settentrionali del Tuscolo, o addirittura in località Poggio Tulliano, che prenderebbe nome proprio dall'arpinate. La collocazione presso l'attuale abbazia appare più probabile e confermata da diverse strutture romane, come l'imponente criptoportico con affaccio sul vallone della marana dell'Acqua Marciana, su cui san Nilo da Rossano ed i suoi compagni avrebbero costruito il monastero.

### Aree naturali
Una piccola porzione del territorio di Grottaferrata è inclusa all'interno del perimetro del Parco Regionale dei Castelli Romani, ente di tutela ambientale istituito nel 1984 dalla Regione Lazio nell'area dei Colli Albani. In origine, l'intero territorio comunale era stato incluso all'interno dell'area protetta del parco (legge regionale nº 2 del 13 gennaio 1984), ma già il 28 settembre 1984 le aree assegnate al parco furono drasticamente ridotte, per ovvi motivi legati all'espansione edilizia ed industriale dei centri abitati inclusi. Gli attuali confini del parco sono più vasti dei confini precedenti, ed includono la parte criptense del Tuscolo e Molara, mentre l'area contigua si estende per gran parte del territorio comunale fino al Borghetto di Grottaferrata.
Il giardino dell'ex-albergo "Traiano" è oggi un parco pubblico. Presso il cancello d'ingresso su Corso del Popolo si trova un esemplare gigantesco di pino marittimo, che fu piantato da Giovanni Fortini nel 1866.

## Società

### Evoluzione demografica
| Evoluzione storica della popolazione |        |
| 1982                                 | 14 729 |
| 1985                                 | 15 303 |
| 1990                                 | 16 128 |
| 1995                                 | 16 777 |
| 2000                                 | 17 408 |
| 2001                                 | 17 501 |
| 2002                                 | 17 670 |
| 2003                                 | 18 025 |
| 2004                                 | 19 004 |
| 2005                                 | 19 606 |
| 2006                                 | 19 986 |
| 2007                                 | 20 310 |
| 2008                                 | 20 055 |

Abitanti censiti

### Etnie e minoranze straniere
Al 31 dicembre 2023 nel territorio di Grottaferrata risultavano 1550 stranieri residenti, pari al 7,75% della popolazione., le nazionalità più rappresentate erano:

### Lingue e dialetti

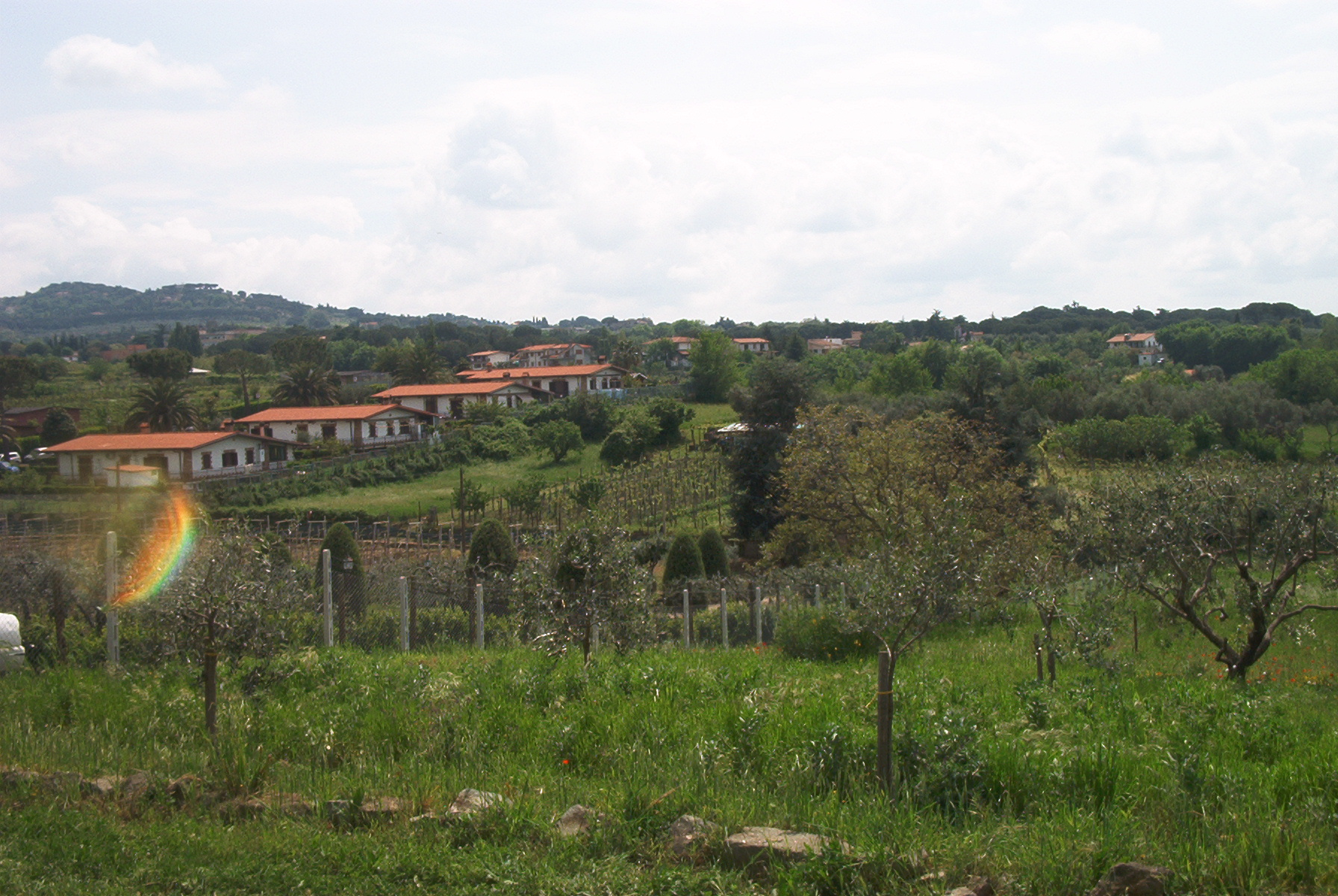
La località Vigne del Sole, al confine tra Marino, Ciampino e Grottaferrata.

La lingua parlata ufficialmente nel comune di Grottaferrata è la lingua italiana; non vi è alcuna forma di bilinguismo istituzionalmente riconosciuto. I monaci basiliani dell'abbazia di Santa Maria di Grottaferrata coltivano e tutelano due lingue: la lingua greca antica, con la quale celebrano le loro funzioni liturgiche secondo il rito bizantino, e la lingua albanese propria delle comunità di provenienza albanesi dell'Italia Meridionale, con la quale in gran parte parlano.
Non si può parlare dell'esistenza di un vero e proprio dialetto caratteristico di Grottaferrata, a causa delle relativamente recenti origini dell'abitato, che ha iniziato la sua crescita a partire dalla seconda metà dell'Ottocento intorno all'Abbazia grazie ad una massiccia immigrazione da varie parti d'Italia. Ciò ha portato alla mescolanza di varii dialetti locali, dall'abruzzese ai dialetti dell'Italia meridionale ed al veneto, con i dialetti dei Castelli Romani come il dialetto marinese, il frascatano ed il dialetto rocchigiano. Oggi, la tendenza generale è per l'espansione del dialetto romanesco un po' in tutta l'area metropolitana di Roma e soprattutto nel quadrante meridionale della provincia di Roma.

### Religione
La religione più diffusa sul territorio criptense è il Cristianesimo nella confessione cattolica, che venne annunciato nell'area tuscolana nella prima metà del I secolo, probabilmente proprio grazie alla presenza evangelizzatrice di san Paolo di Tarso e di san Pietro apostolo. Se già nel 370 Giovanni di Cappadocia, allievo di san Basilio Magno, fondò un monastero basiliano al XV miglio della via Latina, presso l'attuale località di Molara, fu nel 1004 che san Nilo da Rossano si installò presso l'attuale abbazia di Santa Maria con la protezione dei Conti di Tuscolo, e da allora l'abbazia criptense assunse una straordinaria importanza nella comprensione tra chiesa cattolica e chiesa cristiana ortodossa. Ad oggi, la maggior parte del territorio comunale è sottoposto alla giurisdizionale episcopale della diocesi suburbicaria di Frascati, ad eccezione del perimetro murato dell'abbazia che costituisce l'abbazia territoriale di Santa Maria di Grottaferrata, considerato come un esarcato nullius: nell'abbazia le liturgie sono officiate secondo il rito greco-bizantino.
La chiesa cattolica ha suddiviso il territorio comunale in quattro parrocchie: la chiesa parrocchiale di San Giuseppe a Squarciarelli, la chiesa parrocchiale del Sacro Cuore di Gesù, la chiesa parrocchiale di San Pio e la chiesa parrocchiale di San Camillo de Lellis. Inoltre, nel territorio criptense, data la vicinanza con Roma, sono situate molte case generalizie o comunque sedi distaccate di diversi ordini religiosi cattolici. Fino al 1964 il Movimento dei Focolari ha avuto a Grottaferrata un importante centro di dialogo inter-religioso con le altre confessione cristiane, poi trasferito a Rocca di Papa e dopo ancora a Castel Gandolfo.
A Grottaferrata è presente una comunità cristiana evangelica luterana, che si raduna presso la chiesa cristiana evangelica "Italia per Cristo".

### Tradizioni e folclore
- Fiera di Grottaferrata. La fiera fu autorizzata fin dal 1761,[40] anche se la fiera di settembre è attestata già dalla seconda metà del Quattrocento e la fiera di marzo più antica di cui abbiamo memoria è dei primi anni del Seicento.[41] Nel 1966 l'Ente Nazionale Prevenzioni Infortuni scelse la fiera di marzo come luogo di promozione nazionale dei macchinari agricoli adatti alla produzione agricola nelle zone collinari, caratteristica che venne riconosciuta alla fiera da un apposito decreto ministeriale.[135] Solo dal 1996 la fiera si è spostata in un vasto piazzale asfaltato presso via del Grottino e viale San Nilo, coprendo un'area di 14.000 m2, di cui 12.000 m2 coperti da tensostrutture.[135]

### Qualità della vita
Il reddito medio dichiarato pro capite nel comune di Grottaferrata ammonta a 28.329 euro (2005), ed è il più alto dei Castelli Romani: il 16% della popolazione dichiara tra 10.000 e 15.000 euro (per un importo percentuale del 6.4%), il 17.4% tra 15.000 e 20.000 (per un importo percentuale di 9.5%), il 16.2% tra 20.000 e 26.000 (per un importo percentuale di 11.8%), mentre il 2.5% della popolazione dichiara oltre 100.000 euro (per un importo percentuale del 18.3%) e lo 0.6% meno di 1000 euro (per un importo percentuale pari allo 0%).

## Cultura

### Istruzione

#### Biblioteche

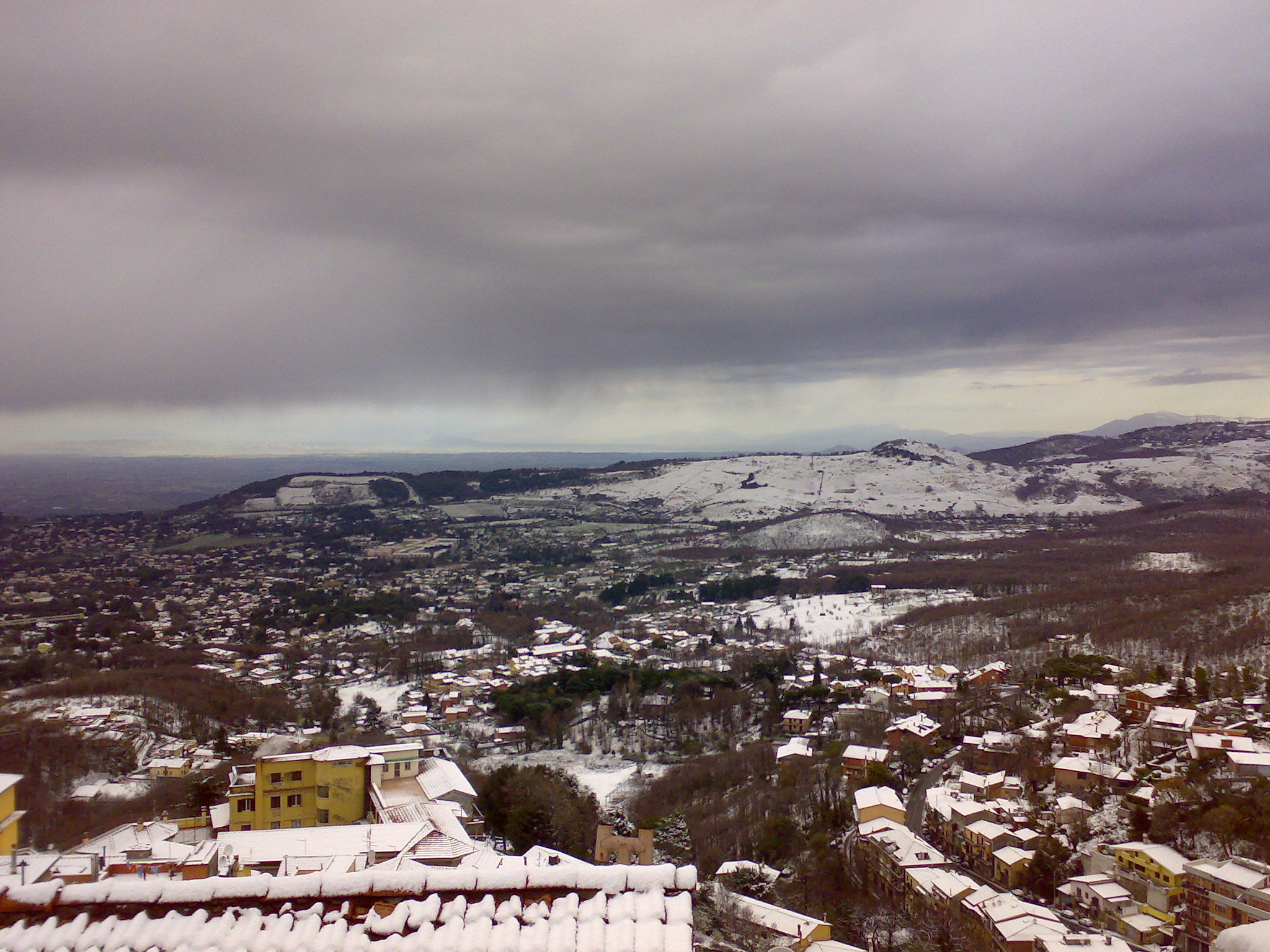
Il Monte Tuscolo ed una parte del territorio criptense innevata in una veduta panoramica da Rocca di Papa.

La biblioteca comunale "Bruno Martellotta" venne fondata nel 1968 grazie al contributo del Comune e della Regione Lazio ed affidata fino al 1978 alla gestione del Comitato Studentesco Grottaferrata, associazione di volontariato fondata appunto da Bruno Martellotta, che in seguito fu anche fondatore del Gruppo Archeologico Latino, maturando i meriti per cui nel 2003 gli è stata ufficialmente intitolata la biblioteca stessa. L'attuale sede è stata inaugurata nel 1997 nei locali dell'ex-mattatoio abbandonato, ristrutturati con fondi regionali. La biblioteca fa parte del Sistema bibliotecario dei Castelli Romani, ed è attualmente in possesso di 12.873 volumi.
Inoltre presso l'abbazia di Santa Maria di Grottaferrata ha sede la biblioteca statale del monumento nazionale di Grottaferrata, classificata dal 1967 come biblioteca pubblica statale di competenza del Ministero dei beni e delle attività culturali e del turismo ma custodita con atto di delega dai monaci basiliani dell'Ordine Basiliano Italiano di Grottaferrata.
La biblioteca, le cui origini sono contemporanee a quelle dell'abbazia stessa (tanto che custodisce tre manoscritti autografi di san Nilo da Rossano risalenti al 965 circa), contiene 1197 manoscritti, 71 incunaboli, 700 cinquecentine ed oltre 50.000 volumi. In aggiunta a questo prezioso ed enorme patrimonio, la comunità monastica possiede un proprio patrimonio librario di oltre 20.000 volumi.
Infine, il collegio francescano "Sant'Antonio" di Squarciarelli ha una biblioteca di oltre 30.000 volumi.

#### Ricerca
Il Liceo Scientifico Statale Bruno Touschek è stato il luogo di inaugurazione, il 30 maggio 2006, del progetto Extreme Energy Events, alla presenza del professor Antonino Zichichi e del professor Roberto Petronzio, presidente dell'istituto nazionale di fisica nucleare. Presso il liceo infatti è stato installato uno dei 100 rilevatori di sciami di particelle sub-atomiche e sub-nucleari prodotte dall'interazione dei raggi cosmici con gli atomi dell'atmosfera terrestre.

#### Scuole
Nel territorio comunale di Grottaferrata hanno sede numerose istituzioni scolastiche, sia scuole primarie e secondarie di primo grado che secondarie di secondo grado. I due istituti comprensivi statali del territorio sono l'istituto comprensivo "Giovanni Falcone" e l'istituto comprensivo "San Nilo da Rossano". Il principale istituto secondario di secondo grado pubblico è il Liceo Scientifico Statale Bruno Touschek, fondato nel 1974 da una sede succursale del liceo scientifico statale Vito Volterra di Ciampino.
Vanno menzionate infine alcune delle tanti istituzioni scolastiche paritarie o private, come il liceo classico "Papa Benedetto XV", annesso all'abbazia di Santa Maria di Grottaferrata e retto dai monaci basiliani dell'Ordine Basiliano Italiano di Grottaferrata, l'istituto tecnico e professionale "San Giuseppe", l'istituto tecnico agrario "Europa Unita", il complesso scolastico "Seraphicum", le scuole internazionali "Little genius international" e "Castelli International School", e inoltre diverse scuole di lingua.

#### Seminari
Presso una villa in località Squarciarelli, ai confini comunali con Marino, dal 1932 è ospitato il collegio "Sant'Antonio" dell'ordine francescano dei Frati Minori, dipendente dalla Pontificia Università Antonianum di Roma, nel quale si istruiscono i frati appena diventati sacerdoti. Presso il collegio era operativa fino agli anni novanta un'azienda agricola di sedici ettari. Inoltre, l'istituto dal 1908 ha curato la pubblicazione dell'Archivum Franciscanum Historicum, e dal 1973 presso il collegio criptense è situato il quartier generale della Commissio Leonina, che si occupa della riedizione dell'opera omnia di san Tommaso d'Aquino.

#### Musei
Presso l'abbazia di Santa Maria di Grottaferrata è ospitato un importante museo, che contiene non solo pezzi notevoli risalenti all'età romana rinvenuti scavando nel territorio tuscolano nel corso dei secoli, ma anche opere d'arte medioevali, bizantini, rinascimentali, barocche ed ottocentesche. Il museo archeologico nazionale ospitato all'interno dell'abbazia, attualmente chiuso per restauri, ha accresciuto il suo patrimonio dal 1875 e contiene alcuni pezzi pregiati come il corredo funebre dell'ipogeo "delle Ghirlande", sepolcro romano rinvenuto nel 2000 presso le catacombe di ad Decimum sulla via Anagnina.
Presso villa Cavalletti all'interno del villino rosso,è presente il museo dell'olio.

### Media

#### Stampa
La stampa locale a pagamento diffusa sul territorio criptense è rappresentata dal quotidiano Nuovo Oggi Castelli, mentre senz'altro più estesa è la presenza della stampa locale a diffusione gratuita, con i mensili dell'area castellana Il Tuscolo, Il corriere tuscolano, Controluce e La Città Tuscolana, Vivavoce e Giorno per Giorno. Da giugno 2010 è presente anche la web TV Metropolitv.it che si occupa di notizie locali.
Dal 2006 inoltre nel territorio criptense si è trasferita la sede generale della casa editrice romana Avverbi, importante realtà nell'editoria castellana.

### Arte

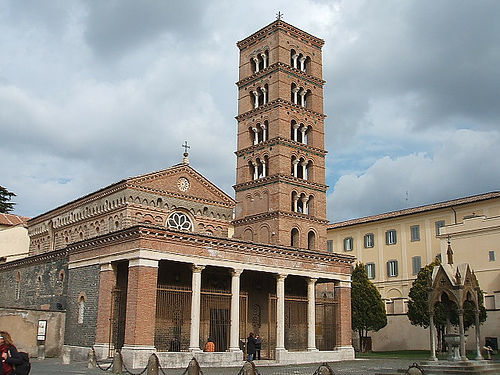
La chiesa abbaziale dell'abbazia di Santa Maria di Grottaferrata, scrigno delle maggiori opere d'arte conservate nel territorio criptense.

L'abbazia di Santa Maria di Grottaferrata ospita alcune importanti opere d'arte, come gli affreschi di Francesco da Siena, pittore manierista allievo di Baldassarre Peruzzi, Taddeo e Federico Zuccari e del Domenichino ed altre realizzazioni di Luigi Capponi, Antonio da Sangallo il Giovane, Annibale Carracci, Giovanni Artusi Canale, Gian Lorenzo Bernini, Tommaso Righi. Tante sono inoltre le testimonianze, più o meno anonime od antiche, di arte bizantina conservate nell'abbazia: l'abbondanza di materiale permise tra l'aprile 1905 ed il giugno 1906 l'organizzazione di una mostra d'arte sacra bizantina che riscosse un grandissimo successo di pubblico e di critica.
Le ceramiche di Squarciarelli, pregiato prodotto artigianale dagli ornamenti liberty ed art déco in commercio solo per pochi anni, dal 1921 ai primi anni quaranta, sono oggi oggetto d'arte da collezione, tanto che il Comune di Grottaferrata ha allestito una mostra al riguardo.
Tra le tante Ville Tuscolane situate nel territorio criptense alcune ospitano altre opere d'arte di pregio, come gli affreschi di Agostino Ciampelli e Giovanni Paolo Pannini a Villa Grazioli e la decorazione pittorica del Cigoli, del Passignano, di Pietro da Cortona e Giovanni Lanfranco a Villa Arrigoni-Muti.

### Teatro
A Grottaferrata esiste un vivace fermento teatrale, che ruota attorno alle tre sale teatrali del comune: il "Teatro Piccolo di san Nilo", situato nel plesso del liceo classico paritario Benedetto XV, a ridosso dell'abbazia di Santa Maria di Grottaferrata, il "Sacro Cuore", situato nell'istituto paritario "Virgo Fidelis" presso la chiesa del Sacro Cuore, ed il "Comunale", situato presso la sede municipale in via Giuseppe Garibaldi.

### Cucina
(Renato Rascel, Arrivederci Roma, 1957.)

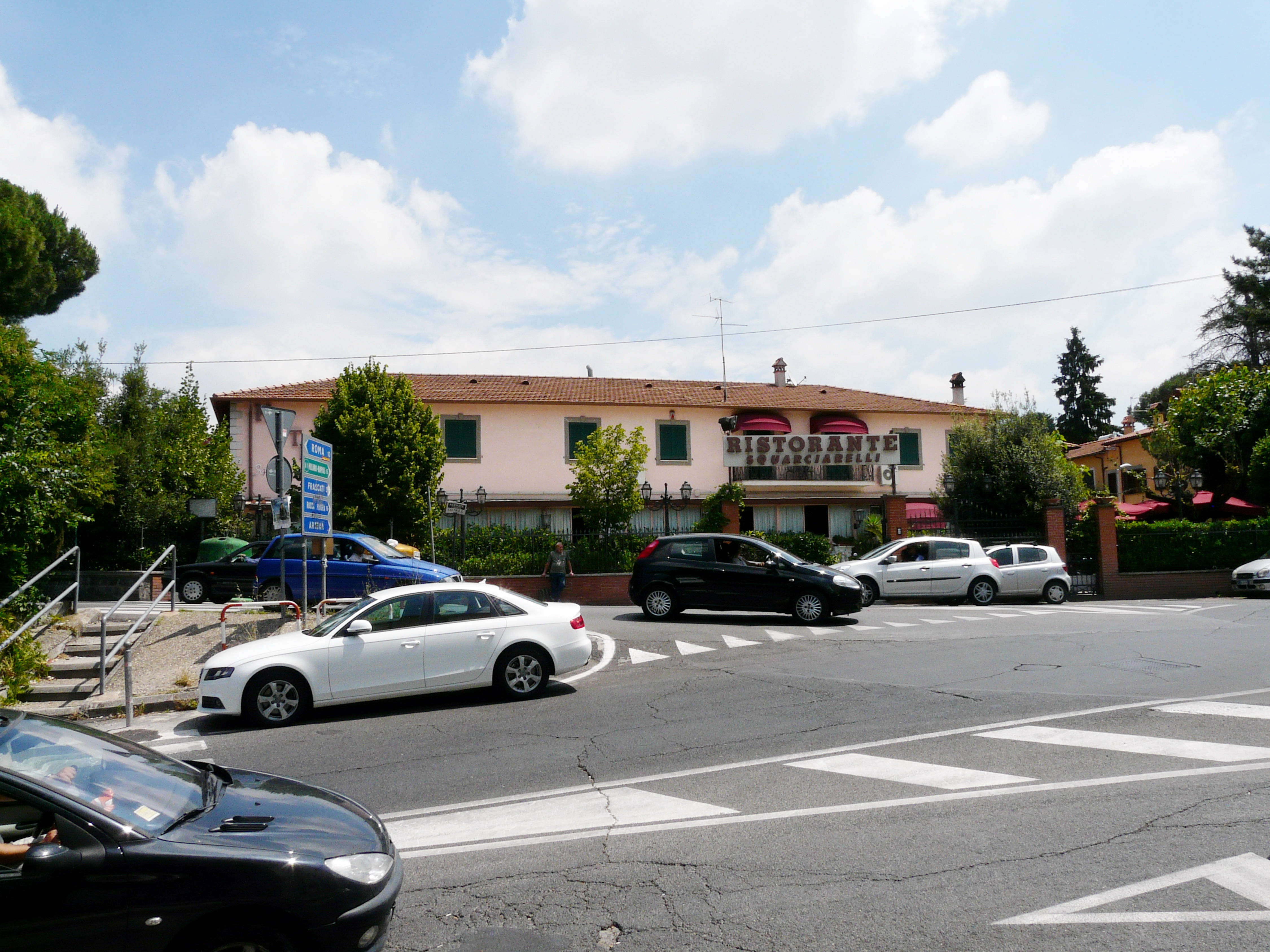
Il ristorante di Squarciarelli, come si presenta dopo l'incendio del 1997 (giugno 2009).

Grottaferrata e gli altri centri dei Colli Albani sono la meta privilegiata dai romani per la "gita fuori porta", tradizione della domenica o dei fine settimana primaverili ed estivi almeno fino agli anni del boom economico. Grottaferrata, in particolare, conserva ancora un gran numero di "fraschette" caratteristiche e ristoranti tradizionali, accanto alla nascente tipologia degli agriturismo. Il più famoso ristorante criptense è stato probabilmente "La Tranquillità", a Squarciarelli, aperto nel 1937 dai fratelli Tidei già noti in precedenza per la fabbrica di ceramiche, celebrato da Renato Rascel in Arrivederci Roma (1957). L'attuale ristorante "Squarciarelli" non ha alcun legame con l'ormai scomparso ristorante "La Tranquillità" ed è stato ricostruito nella forma attuale dopo un incendio doloso avvenuto nel 1997.
Federico Fellini e Giulietta Masina erano frequentatori abituali dell'osteria del Fico Vecchio, il cui proprietario Claudio Ciocca ebbe anche alcune piccole parti in qualche film del regista.

## Geografia antropica

### Urbanistica

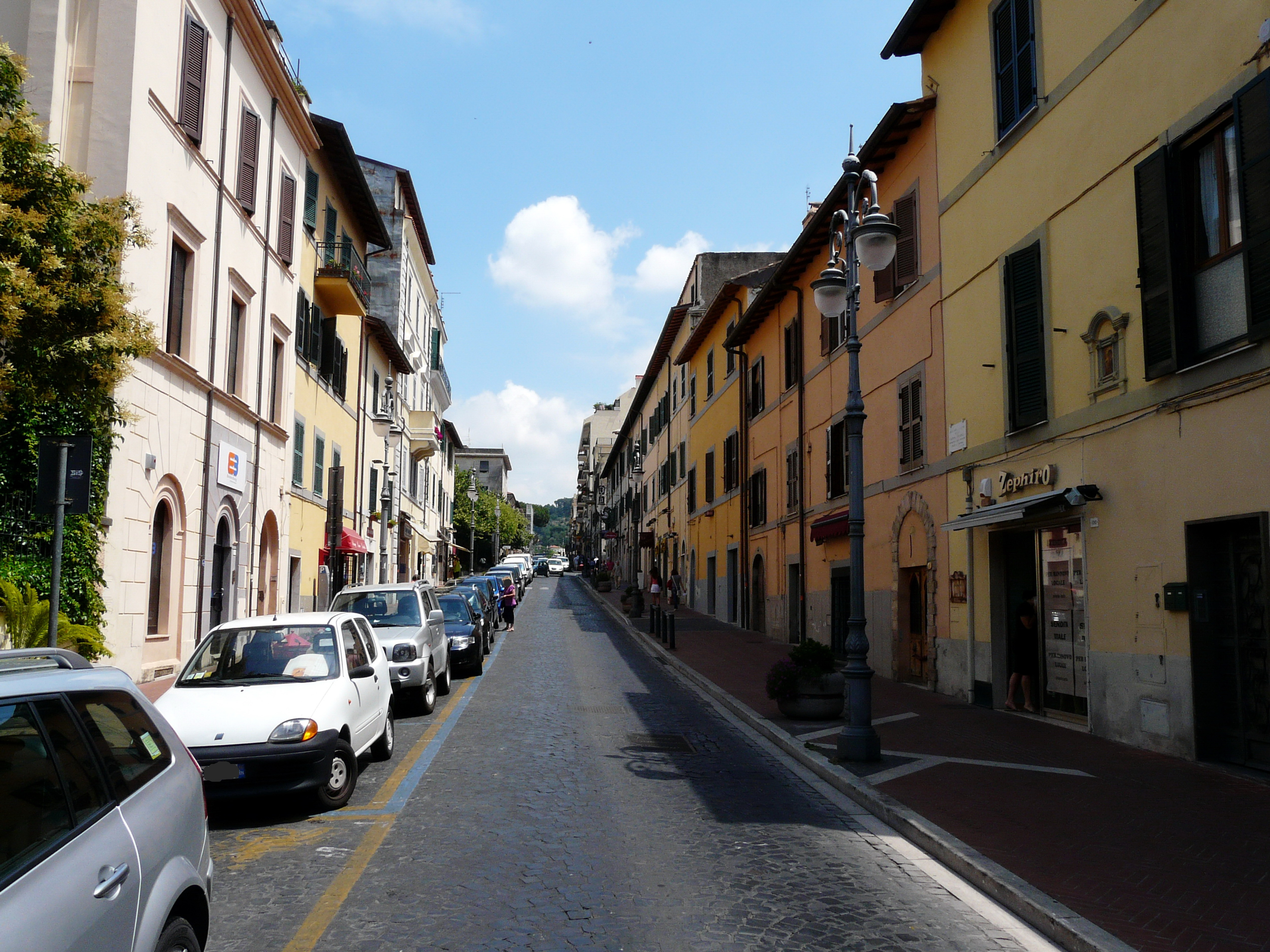
Il Corso del Popolo oggi, visto dall'Abbazia di San NIlo.

Lo sviluppo urbanistico pianificato del centro abitato di Grottaferrata è avvenuto tutto tra l'ultimo trentennio dell'Ottocento e la seconda guerra mondiale: dopo, l'abitato si è espanso disordinatamente, e si espande ancora, verso Frascati, Morena e Squarciarelli, soprattutto con abitazioni residenziali e villini più o meno signorili.
Nel 1848 Grottaferrata ottiene l'autonomia comunale ed il primo sindaco criptense, il commerciante Giovanni Passamonti, avvia immediatamente un piano urbanistico per lo sviluppo del centro abitato. La principale arteria stradale del paese è l'attuale corso del Popolo, all'epoca chiamato "Stradone", "via del Castello" o, dopo la presa di Roma, "corso Vittorio Emanuele II": l'edificazione di nuovi edifici ai lati di questa strada venne regolamentata con il regolamento edilizio redatto da un'apposita commissione ministeriale pontificia il 26 settembre 1868. Nel 1872 l'amministrazione comunale incarica l'architetto Agostino Mercandetti di progettare una nuova sistemazione per il corso, che preveda l'allineamento dei margini stradali e la realizzazione di un impianto fognario: i lavori durarono dall'aprile 1874 al marzo 1881, e riguardarono anche l'attuale piazza Cavour con la fontana al centro della piazza.
In un edificio prospiciente la piazza stessa, espropriato ai monaci basiliani, vennero collocate nel 1880 la caserma, la scuola ed altri pubblici servizi come il municipio. Tra il 1904 ed il 1907 l'amministrazione comunale si occupa di rettificare, ampliare e pavimentare il tracciato della via Maremmana Inferiore tra Grottaferrata e Squarciarelli, dietro progetto dell'ingegnere Giulio Mazzoleni: su questa direttrice l'abitato continua ad espandersi, soprattutto con villini borghesi, oggi in parte sostituiti con aree residenziali. Tra il 1918 ed il 1928 si completa la costruzione in questa zona della chiesa del Sacro Cuore, luogo di culto in architettura neogotica voluto dai monaci basiliani e dalla possidente locale Maria Santovetti Tanlongo. Nel frattempo, in località Bivio, viene realizzata la fermata del più importante snodo delle tranvie dei Castelli Romani: tutto intorno, si moltiplicano i villini della piccola-media borghesia romana, alcuni dei quali si distinguono per estro artistico, come quelli progettati dagli architetti Giulio e Piero Degli Innocenti e Medardo Carretta Colli.
La sistemazione della strada "della cartiera e dei Paoli", oggi strada provinciale 37/a di Campovecchio, che collega direttamente Marino e Grottaferrata venne messa in opera su iniziativa di un consorzio di proprietari terrieri locali tra il 1921 ed il 1923: ancora nel 1921 inizia l'urbanizzazione di Squarciarelli con la fondazione della fabbrica di ceramiche dei fratelli Tidei. In realtà, già dal 1889 la famiglia Santovetti aveva fatto edificare nella località la chiesa di San Giuseppe, ad uso degli abitanti delle campagne ai confini tra Marino, Rocca di Papa e Grottaferrata.
Nel 1925 in piazza Cavour viene collocato il monumento ai Caduti, opera dello scultore Amleto Cataldi finanziata dal marchese Alfredo Dusmet. Nel 1928 lo sviluppo urbanistico del centro abitato è arrivato a tal punto che l'amministrazione comunale dell'epoca pensa di provvedere alla denominazione delle strade ed alla numerazione dei numeri civici con caratteristiche targhe in ceramica prodotte presso la locale fabbrica di ceramiche di Squarciarelli. Negli anni trenta del Novecento viene ristrutturato l'ex municipio, già Palazzo Grutter. Nel 1932 viene aperta una nuova arteria di collegamento tra Squarciarelli e corso del Popolo, l'attuale viale I Maggio (all'epoca "viale del Littorio").
Grottaferrata non è stata sconvolta più di tanto dai bombardamenti anglo-americani della seconda guerra mondiale, e nel secondo dopoguerra l'abitato ha continuato a crescere lungo la direttrice di viale San Nilo e soprattutto lungo tutto il tracciato la strada statale 216 via Maremmana Inferiore, sia in direzione di Frascati che in direzione di Marino: le località di Colonnelle e San Giuseppe, adiacenti al territorio marinese, formano ormai un'unica realtà con le ultime case del centro storico di Marino. Un altro fenomeno abbastanza recente riguarda l'espansione edilizia verso Rocca di Papa, iniziata in maniera massiccia tra gli anni ottanta e gli anni novanta. Le uniche aree del territorio criptense relativamente salvaguardate dall'espansione edilizia sono il Tuscolo e la località di Molara, rimaste per molti versi selvagge come nei secoli andati.
Nel 1972 è stato approvato il primo piano regolatore generale, a proposito del quale attualmente si sta discutendo uno stralcio di variante.

### Frazioni
- Ad Decimum
- Molara.
- Squarciarelli. Il "tenimentum Squaciarilli" fu menzionato per la prima volta in una bolla di papa Pasquale II fra i possedimenti dell'abbazia di Santa Maria di Grottaferrata,[162] e poi ancora come "castrum Squarzarillis" in un atto di permuta del 1230 tra i monaci basiliani e Giacoma de Settesoli.[162]

### Altre località del territorio
- Bivio, località che prende nome dal quadrivio formato dalla strada statale 511 via Anagnina e dalla strada statale 216 Maremmana III Inferiore. È una zona in larga parte formata da villette residenziali.
- Campovecchio, località situata nel catino di Valle Marciana, antico lago vulcanico originatosi da una cratere secondario del Vulcano Laziale.
- Sant'Anna, località situata sopra Campovecchio, ai confini con Marino: vi sorge la sede dell'Istituto Neurotraumatologico Italiano, e prende nome probabilmente da un antico convento dedicato a sant'Anna.
- Sant'Antonio, ai confini con Marino lungo via Vecchia di Grottaferrata. Vi sorge la villa della Pontificia Università dell'Antonianum.
- San Giuseppe, ai confini con Marino lungo la strada statale 216 Maremmana III Inferiore, vi sorgono numerose ville (per lo più appartenenti ad ordini religiosi cattolici) e vi è un importante deposito della COTRAL.

## Economia

### Agricoltura

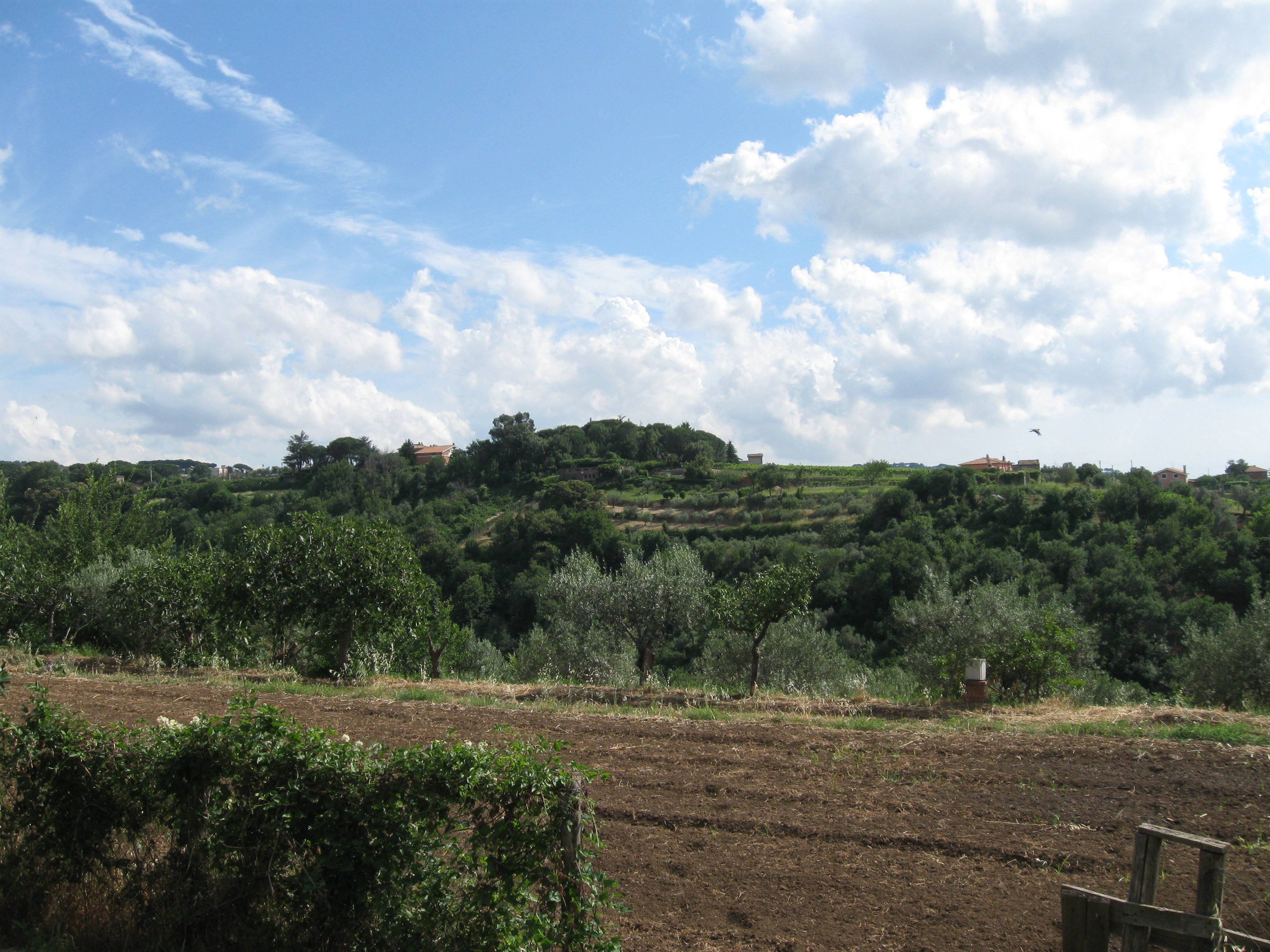
La campagna criptense: dietro l'altura c'è Campovecchio.

Il territorio di Grottaferrata, come del resto l'intera area dei Colli Albani, è storicamente votato all'agricoltura, specialmente alla viticoltura ed, in misura minore, all'olivicoltura. Il comune è situato a cavallo tra le zone di produzione del Marino e del Frascati, entrambi storici vini bianchi a Denominazione di Origine Controllata: in particolare, Grottaferrata fa parte della zona di produzione del Frascati, come disposto dal relativo disciplinare di produzione.
Il comune è anche incluso nell'area di produzione del Castelli Romani bianco e Castelli Romani rosso, un altro vino a denominazione controllata. Dal 1883 fino almeno agli anni cinquanta presso le grandi cantine di Palazzo Santovetti fu operativa la rinomata cantina sociale "Santovetti", che produceva una grande varietà di vini laziali. Nel corso del Novecento, la viticoltura ha ceduto progressivamente il passo ad altre attività del settore secondario e terziario, tanto che solo tra il 1990 ed il 2000 le aziende vitivinicole nel territorio comunale criptense sono diminuite del 20%, in linea con i dati della maggior parte dei comuni vicini.
Un altro settore importante nel passato era l'allevamento, concentrato soprattutto nella Valle Latina, ai piedi del Tuscolo.

### Artigianato
La più importante produzione artigianale del territorio è stata la ceramica, prodotta presso lo stabilimento dei fratelli Tidei in località Squarciarelli, aperto nel 1921. Il prestigio di questo ceramificio diventò tale che nel 1928 il comune di Grottaferrata, considerato che la produzione di ceramiche era ormai caratteristica del paese, commissionò ai Tidei la realizzazione delle targhe stradali e dei numeri civici in ceramica per tutto il centro abitato: negli anni trenta, al ceramificio di Squarciarelli lavorarono artisti come Piero Hamed Venanzi ed Emidio Vangelli, e i ragazzi dell'istituto statale d'arte "Paolo Mercuri" della vicina Marino venivano mandati a Squarciarelli a formarsi. Tuttavia, la concorrenza della produzione industriale di ceramiche relegò le ceramiche criptensi a pezzi unici da collezione, e tra il 1937 ed i primi anni quaranta i numerosi soci del ceramificio si ritirarono determinando la chiusura dello stabilimento.

### Industria

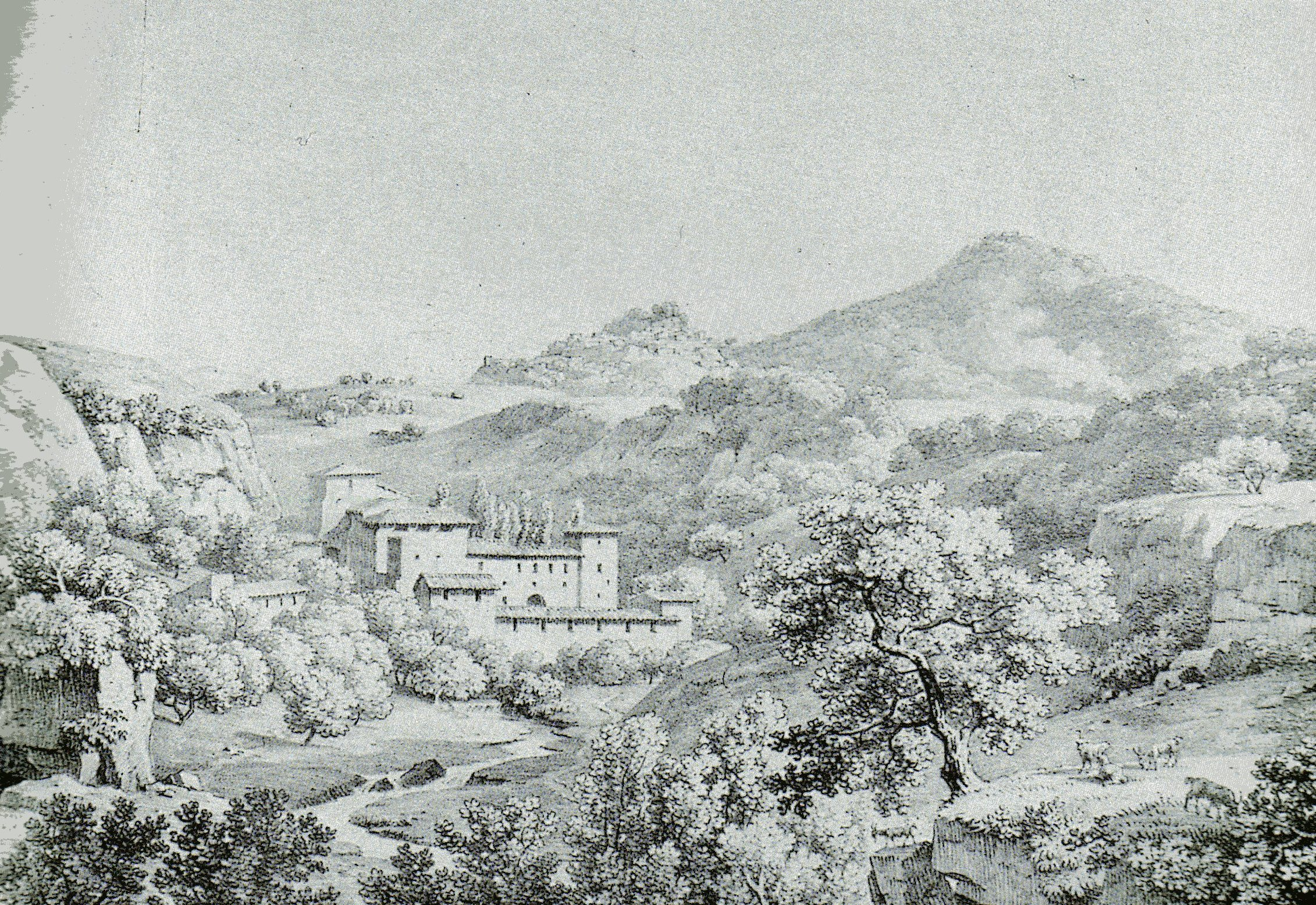
Le cartiere in una litografia di Charles Guillaume Alexandre Bourgeois del 1818.

Fin dal Medioevo il profondo vallone boscoso della marana dell'Acqua Marciana è sede di mulini e ferriere, a causa della ricchezza di acque sorgive che vi pervengono: proprio dall'edificio di una ferriera in abbandono agli inizi del Seicento vennero fondate le cartiere, per iniziativa di un privato cittadino, tale Andrea Brugiotti, su un terreno concesso in enfiteusi dall'abbazia di Santa Maria di Grottaferrata. Alla morte di Brugiotti, nel 1648, la cartiera venne donata ai padri Oratoriani che per tutta la seconda metà del secolo furono in controversia giudiziaria con l'abate commendatario dell'abbazia di Santa Maria in merito alla proprietà della cartiera stessa, che infine nel Settecento tornò tra le proprietà dei monaci basiliani criptensi, che la concessero in uso alla famiglia Spada.
Salvo le brevi parentesi delle occupazioni francesi (1798-1799 e 1807-1814), gli Spada mantennero la proprietà vendendola nel 1848 al marchese Fabio Cavalletti: questi vendette a cartiera a Luigi Passamonti nel 1867: sotto la gestione dei Passamonti le cartiere furono costituite in società anonima, si verifica un incendio doloso appiccato da un operaio licenziato e la produzione venne modernizzata dal direttore Paolo Francesco Rayner tanto che nel 1868 lo stabilimento iniziò a produrre la carta moneta per lo Stato Pontificio. Le cartiere di Grottaferrata furono definitivamente chiuse solo nel 1893, con il trasferimento di tutte le attrezzature presso lo stabilimento di Subiaco.
L'11 agosto 1901 a Grottaferrata venne inaugurata una piccola centrale idroelettrica alimentata dalle acque della marana dell'Acqua Marciana, costruita allo scopo di fornire al paese l'illuminazione elettrica pubblica e privata. Dal 1908 anche le acque di Squarciarelli iniziarono ad alimentare delle turbine che alimentavano la rete tranviaria delle tranvie dei Castelli Romani.

### Turismo
In passato l'abbazia di Santa Maria di Grottaferrata attirava un gran numero di pellegrini: emblematico quanto singolare è il caso di Faustina Terenzi, giovane ragazza proveniente da Nettuno che nel 1619 morì improvvisamente appena arrivata a Grottaferrata. Oggi, più che pellegrini l'abbazia continua ad attirare semplici turisti, incuriositi dalla ricchezza monumentale e culturale che il luogo sacro racchiude: di tanto in tanto vengono organizzate mostre, spettacoli ed altri eventi culturali (come gli eventi legati al millenario nel 2004) che attraggono visitatori da Roma e dagli altri centri castellani.
Grottaferrata attira anche un turismo locale legato alla "gita fuori porta", usanza che prende piede alla fine dell'Ottocento e raggiunge l'apice prima e dopo la seconda guerra mondiale: Renato Rascel nel 1958 canterà ancora i pranzi a Squarciarelli nella celebre canzone "Arrivederci Roma".

## Infrastrutture e trasporti

### Strade
Il territorio comunale di Grottaferrata è attraversato da diverse strade provinciali, tra cui le tre ex-strade statali la cui gestione è stata devoluta dall'ANAS alla Provincia di Roma nel 2001, ovvero la strada statale 511 via Anagnina, la strada statale 216 via Maremmana III (con il percorso alternativo tra Squarciarelli e Frascati della strada statale 218 via Rocca di Papa) e la Strada statale 217 Via dei Laghi.
Altre importanti strade provinciali del territorio sono la strada provinciale 77/b via Pedemontana dei Castelli, antichissimo percorso pedemontano rispetto ai Colli Albani che collega trasversalmente la via Tuscolana, la via Anagnina e la via Appia; la strada provinciale 62/a via Castel de' Paolis; la strada provinciale 37/a via di Campovecchio, percorso alternativo di collegamento tra Marino e Grottaferrata realizzato attorno al 1923 su iniziativa di un consorzio di proprietari locali fondato nel 1921; la strada provinciale 87/b viale San Nilo e la strada provinciale 73/b del Tuscolo, principale arteria di collegamento con la cima del Tuscolo.

### Ferrovie e tranvie
Il territorio comunale criptense è attraversato dalla ferrovia Roma-Frascati, costruita nel 1856 come prima linea ferroviaria dello Stato Pontificio.
Fra il 1906 e il 1954 Grottaferrata rappresentò un'importante stazione delle tranvie dei Castelli Romani, gestite dalla STEFER.

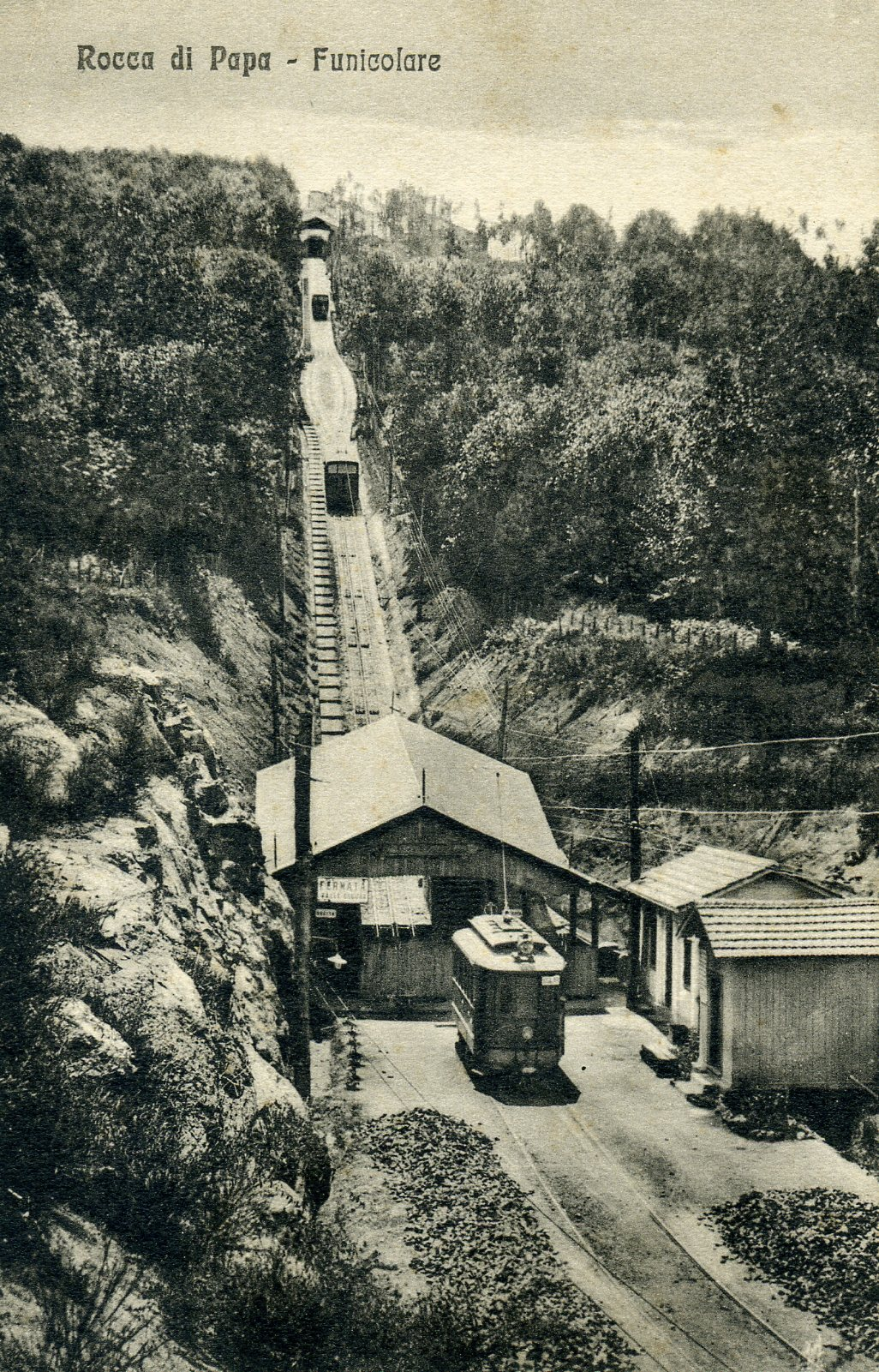
La prima funicolare di Rocca di Papa

La prima (funicolare per Rocca di Papa 1906-1932), funzionante a contrappeso d'acqua, collegava il capolinea tranviario di testa di Valle Oscura con Rocca di Papa. Insieme alla diramazione tranviaria di 2,9 km tra Squarciarelli, Valle Violata e Valle Oscura permetteva il collegamento di Rocca di Papa al resto della rete STFER. Venne sostituita dalla funicolare elettrica Valle Vergine-Rocca di Papa contestualmente al prolungamento tranviario di circa 1 km Valle Oscura Valle-Valle Vergine.

### Aeroporti
Nel novembre 1941 si installò a Frascati l'"Oberbefehlshaber Süd", l'alto comando della Wehrmacht per le operazioni militari in Italia ed in Africa Settentrionale, comandato dal feldmaresciallo Albert Kesselring. D'accordo con le autorità italiane, i tedeschi decisero di realizzare un piccolo aeroporto militare lungo la via Anagnina presso la località di Molara, nel cuore della Valle Latina. L'aeroporto di Molara ospitò alcuni aerei da collegamento come il Fieseler Fi 156 "Storch" e venne difeso in aria da alcuni aerei della Regia Aeronautica come il Macchi M.C.202 "Folgore" ed alcuni Fiat G.55 "Centauro" armati pesantemente. La difesa a terra fu assicurata da mitragliere da 20 e 37 mm. e da alcune batterie FlaK 88/56 posizionate sul Tuscolo. L'aeroporto venne chiuso dopo lo sbarco anglo-americano ad Anzio, quando l'alto comando tedesco si trasferì sul Monte Soratte: tuttavia, il 30 gennaio 1944 la pista venne colpita e resa inutilizzabile da un bombardamento anglo-americano.

### Mobilità urbana
Il territorio criptense è servito dalle autolinee interurbane COTRAL, e dagli autoservizi urbani svolti dalla Schiaffini Travel. Alcune zone del comune su via Anagnina sono servite anche dalla linea Atac 505, per la stazione della metro A Anagnina.

## Amministrazione
| Periodo          | Periodo          | Primo cittadino   | Partito                                       | Carica                  | Note |
| ---------------- | ---------------- | ----------------- | --------------------------------------------- | ----------------------- | ---- |
| 20 giugno 1993   | 9 dicembre 1999  | Mauro Ghelfi      | Movimento Sociale Italiano Alleanza Nazionale | Sindaco                 |      |
| 9 dicembre 1999  | 1º maggio 2000   | Angelo Trovato    |                                               | Commissario prefettizio |      |
| 1º maggio 2000   | 25 giugno 2004   | Angelo Viticchié  | Democratici di Sinistra                       | Sindaco                 |      |
| 25 giugno 2004   | 19 aprile 2005   | Claudio Colomba   |                                               | Commissario prefettizio |      |
| 19 aprile 2005   | 12 aprile 2010   | Mauro Ghelfi      | Lista civica di centrodestra                  | Sindaco                 |      |
| 12 aprile 2010   | 2 maggio 2013    | Gabriele Mori     | Partito Democratico                           | Sindaco                 |      |
| 2 maggio 2013    | 10 giugno 2014   | Enza Caporale     |                                               | Commissario prefettizio |      |
| 10 giugno 2014   | 17 ottobre 2016  | Giampiero Fontana | Forza Italia                                  | Sindaco                 |      |
| 17 ottobre 2016  | 26 giugno 2017   | Giacomo Barbato   |                                               | Commissario prefettizio |      |
| 26 giugno 2017   | 26 novembre 2021 | Luciano Andreotti | Lista civica di centro                        | Sindaco                 |      |
| 30 novembre 2021 | 14 giugno 2022   | Giancarlo Dionisi |                                               | Commissario prefettizio |      |
| 14 giugno 2022   | in carica        | Mirko Di Bernardo | Partito Democratico                           | Sindaco                 |      |

### Gemellaggi
- Vandœuvre-lès-Nancy, dal 1997[172].[173]
- Patmos, dal 2006[172][173]
- Bisignano[173]
- Bracigliano[173]
- Oria[173]
- Rofrano[173]
- Rossano[173]
- Sant'Elia Fiumerapido[173]
- San Mauro La Bruca[173]
- Pozzuolo del Friuli, dal 2017

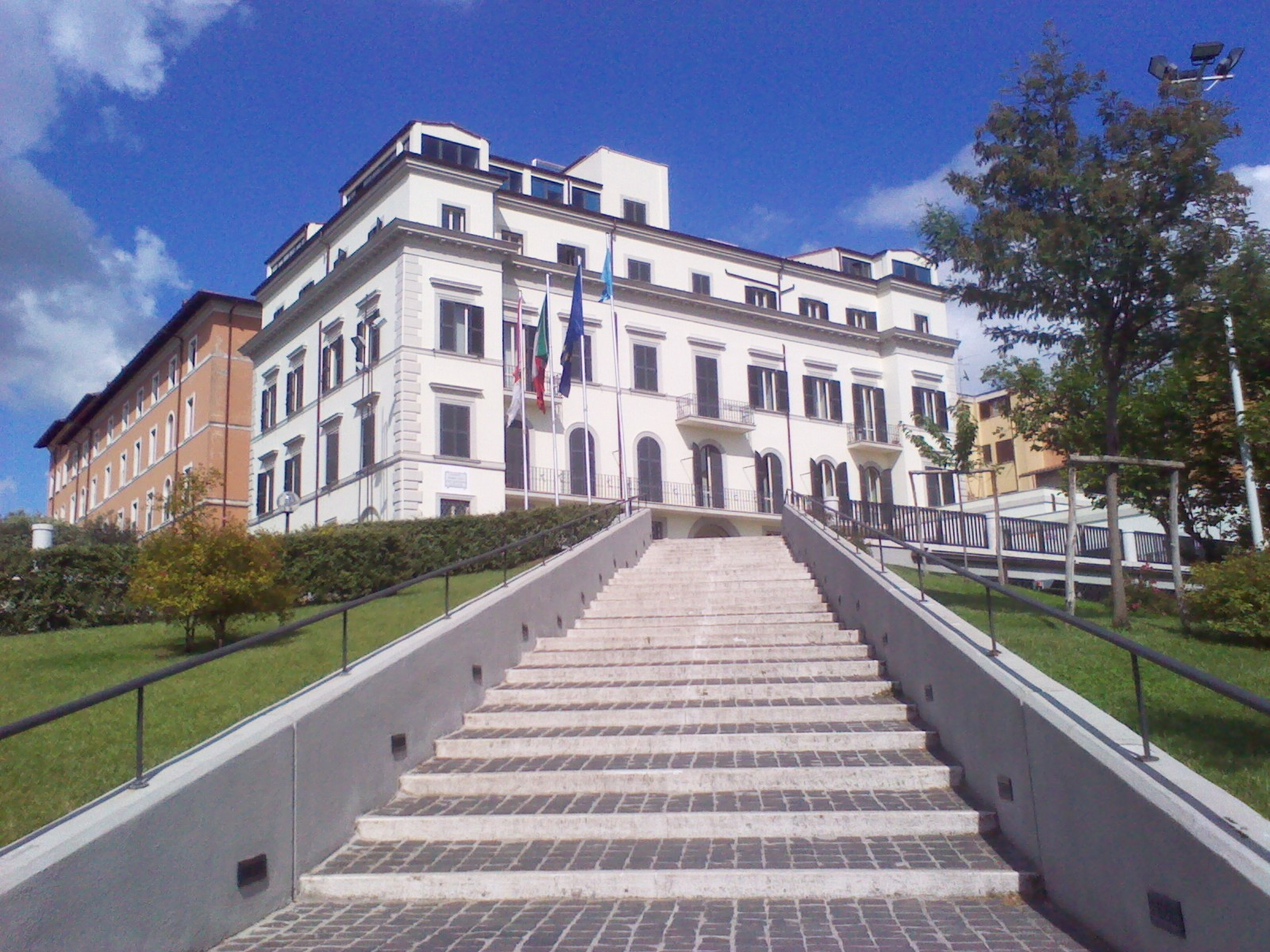
Il Palazzo Comunale di Grottaferrata

Per un decennio circa (1930-1945) le città di Elbasan e Argirocastro in Albania furono a stretto contatto con Grottaferrata per l'opera missionaria dei suoi monaci, conclusosi prematuramente a causa degli eventi bellici della seconda guerra mondiale. Seppur non ufficiali, sono stretti i rapporti del comune di Grottaferrata, tramite l'Abbazia, con le comunità arbëreshë del sud Italia: da menzionare quelli con San Basile (CS), Mezzojuso e Piana degli Albanesi (PA).

### Altre informazioni amministrative
- Fa parte della Comunità montana Castelli Romani e Prenestini.

## Sport

### Calcio
Dal 1922 la principale squadra calcistica di Grottaferrata è l'A.S.D. Vivace Grottaferrata, che milita nella stagione 2024/2025 in Promozione Girone D. La Vivace ha anche un settore giovanile alimentato dalla scuola calcio.

### Pallavolo
Nel 1976 è stato fondato il Volley Club Grottaferrata, principale squadra di pallavolo del territorio comunale. Nel campionato 2008/2009 la squadra maschile militava in Serie C e la squadra femminile in Serie D: il massimo successo raggiunto dal club fu la partecipazione al campionato di Lega Nazionale Pallavolo Serie B nel 1985/1986.
Il Grottaferrata disputa le sue gare interne presso la palestra Comunale di Squarciarelli.

### Pallacanestro
- San Nilo Grottaferrata che, nel campionato 2019-2020, milita nel campionato maschile di Serie C Gold.[179]

### Impianti sportivi
- Stadio Comunale "degli Ulivi", Via degli Ulivi, 1;[180]
- Campo Comunale via Vecchia di Velletri, Via Vecchia di Velletri, 1;[180]
- Palestra Polivalente Comunale, Via Guglielmo Quattrucci, 1;[181]